# Sennestadt
Der Stadtbezirk Sennestadt im Südosten der kreisfreien Stadt Bielefeld in Nordrhein-Westfalen hat etwa 22.000 Einwohner und fällt durch die städtebauliche Besonderheit auf.
Die Großwohnsiedlung Sennestadt entstand von 1956 bis um 1965 in der Heide- und Wiesenlandschaft der ehemaligen Gemeinde Senne II als Planstadt nach den Entwürfen des Stadtplaners Hans Bernhard Reichow, vornehmlich für Heimatvertriebene und Flüchtlinge. Damals als autogerechte Stadt konzipiert, gewann das zwischenzeitlich kritisierte Konzept einer „organischen Stadtbaukunst“ wieder Aktualität. Gleichwohl gilt das Konzept der Sennestadt in einigen Punkten als überholt.

## Geographie

### Geographische Lage
Sennestadt liegt am Nordrand der Senne. Der Stadtbezirk wird im Norden durch den Hauptkamm des Teutoburger Waldes und im Westen durch die Autobahn 2 begrenzt. Eine natürliche Grenze zum Kreis Lippe im Osten bildet der Menkhauser Bach. Hier verlief schon im Mittelalter die Grenze zwischen der Grafschaft Ravensberg und dem Fürstentum Lippe. Weitere Bäche wie die Dalke, der Strothbach, der Sprungbach und der Hasselbach entwässern das Gebiet dem natürlichen Gefälle folgend in südwestlicher Richtung zur Ems hin. Das Landschaftsbild ist zum Teil von Sanddünen geprägt. Seit dem 19. Jahrhundert sind zunehmend die bewaldeten Waldbereiche Sennestadts als Schutzzonen zur Trinkwassergewinnung ausgewiesen worden.

### Ausdehnung des Stadtbezirks
Der westlichste und der östlichste Punkt des Stadtbezirks Sennestadt liegen etwa neun Kilometer Luftlinie auseinander. Die größte Ausdehnung im rechten Winkel auf diese Linie beträgt etwa vier Kilometer. Der höchste Punkt liegt auf der Bergkuppe Auf dem Polle mit 320 m ü. NN.

### Nachbarorte
Die A 2 bildet die Grenze zum Stadtbezirk Senne und der Hauptkamm des Teutoburger Waldes die Grenze zum Stieghorster Ortsteil Lämershagen-Gräfinghagen. Im Süden grenzt der Kreis Gütersloh mit der Stadt Verl und dem Stadtteil Schloß Holte der Stadt Schloß Holte-Stukenbrock an. Jenseits der Grenze zum Kreis Lippe im Osten liegt der Oerlinghausener Ortsteil Lipperreihe.
Der Ort, an dem heute Bielefeld sowie die Kreise Gütersloh und Lippe aneinandergrenzen, war früher ein sog. Vierländereck. Historische Grenzsteine erinnern heute noch daran, dass hier die Grafschaft Ravensberg, die Grafschaft (später Fürstentum) Lippe, des Hochstift Paderborn und die Grafschaft Rietberg aneinandergrenzten.

### Gliederung des Stadtbezirkes
Den Kern des Stadtbezirks bildet die eigentliche, von Reichow konzipierte „Sennestadt“. Daneben existieren die Ortsteile Dalbke, Heideblümchen und Eckardtsheim.

### Klima

Klimadiagramm: Durchschnittliche Regenmenge in Sennestadt (blaue Linie) und im NRW-Durchschnitt (weiße Linie) 1961–1990

Der Stadtbezirk Sennestadt liegt in der gemäßigten Klimazone Mitteleuropas. Durch den Einfluss des atlantischen Seeklimas sind die Winter meist mild und die Sommer mäßig warm. Ganzjährig herrscht ein feuchtes Klima mit relativ gleich verteilten Niederschlägen vor. Insgesamt fallen im langjährigen Mittel an der Station Sennestadt 901 mm Niederschlag je Jahr, deutlich mehr als im deutschen Mittel (700 mm).
→ Siehe auch: Klima in Ostwestfalen-Lippe

## Geschichte

### Heepen-Senne
Das Gebiet des heutigen Stadtbezirks hieß ursprünglich Heepen-Senne (auch Heepensenne oder Heeper Senne) und gehörte zur Grafschaft Ravensberg, die 1346 an die Grafschaft Berg (ab 1423 Jülich-Berg) fiel. Mit dieser kam das Gebiet mit dem Jülich-Klevischen Erbfolgestreit 1609 vorläufig und als Folge des Dreißigjährigen Krieges im Jahre 1647 endgültig zu Brandenburg. 1719 wurde die Grafschaft Ravensberg mit dem Fürstentum Minden zur Verwaltungseinheit Minden-Ravensberg mit Sitz in Minden zusammengelegt. In Minden-Ravensberg gehörte Heepen-Senne zur Vogtei Heepen im Amt Sparrenberg der Grafschaft Ravensberg.
Heepen-Senne war eine typische ravensbergische Streusiedlung ohne eigentlichen Dorfkern. Die Höfe in Heepen-Senne gehörten kirchlich überwiegend zur evangelischen Pfarre Oerlinghausen, obwohl Oerlinghausen selbst seit jeher zum Fürstentum Lippe gehörte.
Als Preußen 1807 alle linkselbischen Gebiete abtreten musste, wurde aus der ravensbergischen Vogtei Heepen der Kanton Heepen, der zum Distrikt Bielefeld im Departement der Weser des Königreichs Westphalen gehörte. Zur Verwaltungsvereinfachung wurde Heepen-Senne, das vom Rest des Kantons Heepen durch den Teutoburger Wald getrennt war, durch Erlass des Königs von Westphalen 1812 in den Kanton Brackwede umgegliedert.

### SenneII
Nach dem Ende der Franzosenzeit fiel Minden-Ravensberg 1813 wieder an Preußen zurück. Heepen-Senne verblieb unter der Verwaltung von Brackwede. Da in der alten Vogtei Brackwede bereits eine Bauerschaft Senne existierte, wurde die Brackweder Senne nunmehr Senne I und Heepen-Senne Senne II genannt. Innerhalb der Provinz Westfalen gehörte Senne II nun zum Regierungsbezirk Minden und ab 1816 zum neugebildeten Kreis Bielefeld.
Das Industriezeitalter hielt in Senne II Einzug mit einer Papierfabrik, die Friedrich Ludwig Tenge 1832 am Menkebach errichten ließ. 1884 wurde mit dem Eisenwerk Schilling eine Eisenhütte und 1903 das Sägewerk Tellenbröker gegründet. 1940 siedelte sich in Senne II die Gießerei Tweer an. Seit 1901 war Senne II durch den Bahnhof Kracks an der Bahnstrecke Bielefeld–Paderborn auch mit dem deutschen Eisenbahnnetz verbunden.
Senne II gehörte noch bis 1855 zur Pfarre Oerlinghausen, dann zur Pfarre Ubbedissen und wurde 1882 schließlich eine eigenständige Pfarrgemeinde.

#### PlanstadtSennestadt

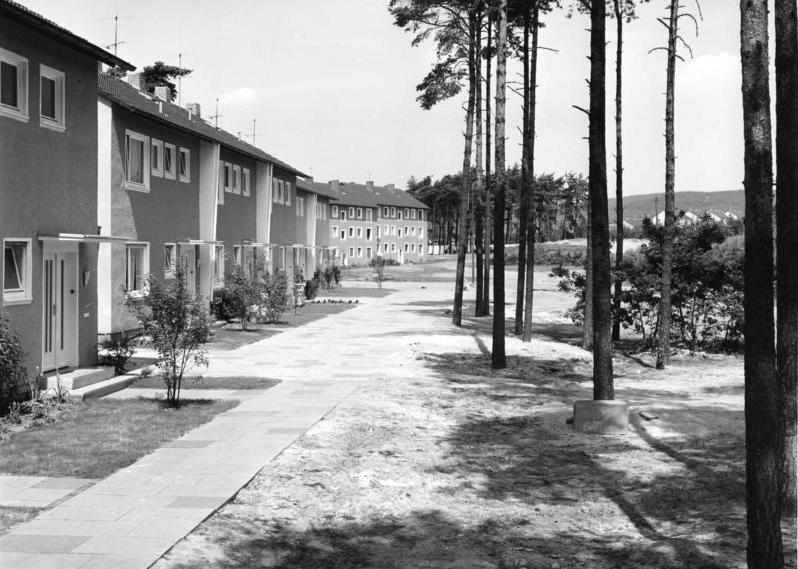
Sennestadt im Jahr 1961

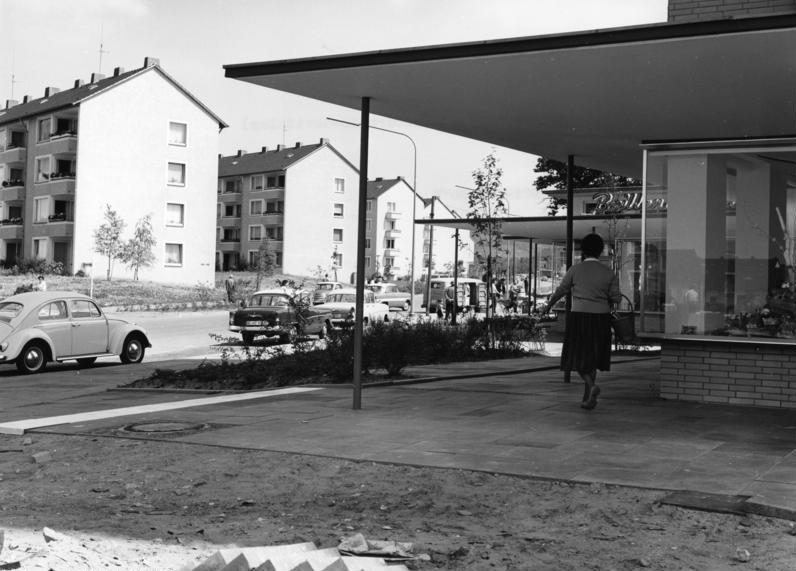
Sennestadt im Jahr 1961

Am 15. Februar 1956 gründeten der Landschaftsverband Westfalen-Lippe, der Kreis Bielefeld und die Gemeinde Senne II die Sennestadt GmbH, um die preisgekrönten Pläne des Architekten und Stadtplaners Hans Bernhard Reichow zu realisieren. Ziel war, „auf der grünen Wiese“ eine neue Großsiedlung vor allem für Flüchtlinge und Vertriebene zu bauen. Die Ideen und der Entwurf Reichows basierten auf einer von ihm propagierten „organischen Stadtbaukunst“. Einer den Gesetzen der Natur abgeleiteten Form des Städtebaus, die nach einer aufgelockerten, durchgrünten und menschenwürdigen Stadt strebte. Dabei wird die Stadtlandschaft aus den geo- und topografischen Bedingungen des Landschaftsraums heraus entwickelt – Im Fall der Sennestadt aus dem Landschaftsschutzgebiet des Bullerbachtals sowie einer für den nahen Autobahnbau ausgehobenen Kiesgrube im Norden des Planungsgebietes. Als landschaftlicher Hintergrund diente Reichow der Teutoburger Wald. Die Sennestadt GmbH übernahm den notwendigen Grunderwerb von rund 400 Hektar Fläche, stellte die finanziellen Mittel bereit, erschloss die Flächen und veräußerte sie an Investoren und Bauwillige. Die ersten Wohnungen wurden 1958 bezogen und bis zur Mitte der 1960er-Jahre war die neue Großsiedlung im Wesentlichen fertiggestellt. Zu Reichows städtebaulichem Konzept gehörte die Ablehnung von Straßenkreuzungen zugunsten schiefwinkliger T-Kreuzungen, die die Hauptverkehrsrichtungen begünstigen sollten. Ohne Regelung durch Verkehrszeichen sollte eigentlich die jeweils durchgehende Straße (der Balken des T) Vorfahrt haben. Stattdessen galt einige Jahre lang in der ganzen Stadt „rechts vor links“. Später wurden allerdings die Hauptstraßen in Sennestadt als normale Vorfahrtsstraßen ausgeschildert.

### Stadt Sennestadt
Aus der zum Amt Brackwede gehörenden Gemeinde „Senne II“ wurde mit Urkunde vom 27. April 1965 die Stadt Sennestadt. Amtlich wurde die Umbenennung am 14. Mai 1965. Mit dem Gesetz zur Neugliederung des Kreises Wiedenbrück und von Teilen des Kreises Bielefeld wurden die kommunalen Verhältnisse im Raum Sennestadt zum 1. Januar 1970 neu geordnet. Sennestadt wurde amtsfrei und Rechtsnachfolger des aufgelösten Amtes Brackwede. Gleichzeitig wurde das direkt an Eckardtsheim grenzende Gebiet der Kolonie Wilhelmsdorf aus der zum Kreis Wiedenbrück gehörenden Gemeinde Sende nach Sennestadt umgemeindet.
Im Rahmen der kommunalen Neugliederung des Raumes Bielefeld wurde Sennestadt am 1. Januar 1973 nach Bielefeld eingemeindet. Gegen die Eingemeindung gab es in Sennestadt erheblichen Widerstand. Die juristischen Einwendungen bis hin zum Verfassungsgericht gegen die im Bielefeld-Gesetz festgeschriebene Gebietsreform blieben jedoch erfolglos.

### Stadtbezirk Sennestadt
In der vergrößerten Stadt Bielefeld wurde der Stadtbezirk Sennestadt eingerichtet, bestehend aus
- dem Gebiet der Stadt Sennestadt ohne die Gebiete westlich der Autobahn 2
- den Gebietsteilen von Senne I, die östlich der Autobahn 2 lagen
- den Gebietsteilen von Lämershagen-Gräfinghagen, die südlich des Hauptkamms des Teutoburger Waldes lagen.

Seit 1973 ist die Stadt Bielefeld alleinige Gesellschafterin der Sennestadt GmbH.

### Einwohnerentwicklung

Einwohnerentwicklung von Sennestadt von 1812 bis 2015 nach nebenstehender Tabelle

| Jahr | Einwohner | Quelle |
| ---- | --------- | ------ |
| 1799 | 00.612    | [ 14 ] |
| 1812 | 00.858    | [ 15 ] |
| 1843 | 01.129    | [ 16 ] |
| 1864 | 01.026    | [ 17 ] |
| 1885 | 00.963    | [ 18 ] |
| 1910 | 01.597    | [ 19 ] |
| 1925 | 01.823    | [ 18 ] |
| 1939 | 02.521    | [ 18 ] |
| 1946 | 04.032    | [ 20 ] |
| 1961 | 14.413    | [ 13 ] |
| 1966 | 18.245    | [ 21 ] |
| 1970 | 20.187    | [ 13 ] |
| 1972 | 22.074    | [ 22 ] |
| 2010 | 20.929    | [ 23 ] |
| 2013 | 21.020    | [ 24 ] |
| 2015 | 21.237    | [ 25 ] |
| 2019 | 21.976    | [ 26 ] |
| 2021 | 22.200    | [ 27 ] |
| 2022 | 22.472    | [ 28 ] |
| 2023 | 22.415    | [ 29 ] |
| 2024 | 22.613    | [ 30 ] |

### Stadtplanung, Verkehr und Architektur

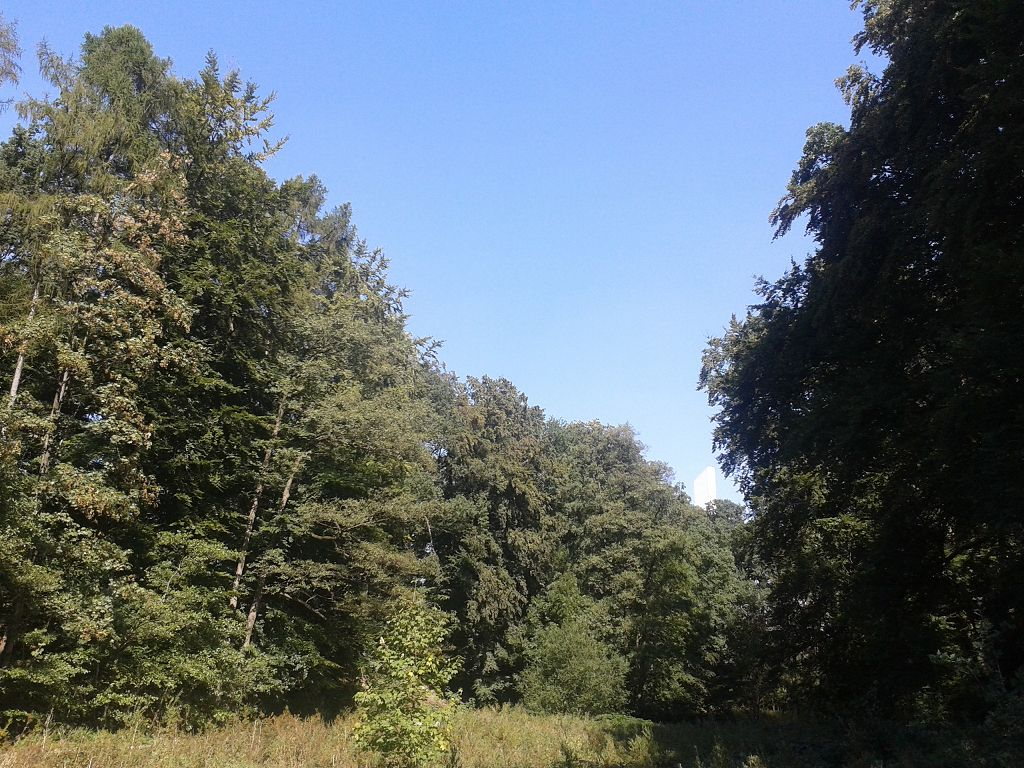
Bullerbach-Grünzug

Seiner Idee einer „organischen Stadtbaukunst“ und einer „organischen Stadtlandschaft“ folgend, nutzte der Planer und Architekt Hans Bernhard Reichow Vorgaben der Landschaft – das unter Naturschutz stehende Bullerbachtal und eine beim Autobahnbau entstandene Kiesgrube –, um die neue Stadt mit einem „Grünen Kreuz“ in drei Teile zu gliedern: die Südstadt, die Weststadt und die Oststadt. Auf dem Gelände der Kiesgrube wurden Sportplätze angelegt, im Bullerbachtal ein Stadtpark. Reichows Anspruch, in einem Stadtmodell ganzheitlich alle Lebensbereiche zu umfassen, knüpfte an sozialreformerische und lebensreformerische Ideen des Städtebaus zu Beginn des 20. Jahrhunderts an. Die Gebäude sollten sich an den Lebensrhythmen und Verhaltensweisen ihrer Bewohner ausrichten. Unter Stadtlandschaft verstanden die Planer zudem ein Stadtbild, das sich weder nach außen abschloss wie die mittelalterliche Stadt noch in die umliegende Landschaft ausuferte wie neuzeitliche Städte.
Nach Reichows Plänen sollte das Straßennetz weitgehend kreuzungsfrei bleiben und den Verästelungen eines Blattes entsprechen. Deshalb wurden die Straßen als Bögen angelegt, die jeweils in einer leichten Kurve in die übergeordnete Straße einmünden. Das Fußwegenetz sollte aus Sicherheitsgründen komplett von den Fahrstraßen getrennt bleiben. Reichow schwebte vor, die Vorfahrt durch die Architektur der Straßen intuitiv zu regeln und nicht über Schilder, Ampeln oder Rechts-vor-links-Schemata. Die Standorte von Rathaus (bzw. Sennestadthaus), Schulen, Kirchen, Sportplätzen und Einkaufsschwerpunkten sollten Zuordnungen schaffen und den Bewohnern die Orientierung erleichtern. Zugleich wurde der Rang dieser Einrichtungen durch Architektur und Lage besonders hervorgehoben.
Beim Anlegen der Wohnhäuser verzichtete Reichow auf einen starren Zeilenplan. Stattdessen brachte er die Häuser in eine „lebendige Bewegung und Auflockerung“. Auch in Höhe und Bauform unterscheiden sie sich bewusst, um ein lebendiges Baugebiet zu schaffen. Die Gestaltung der Wohnräume sollte dem zur damaligen Zeit neuen Lebensrhythmus, vermehrter Freizeit und den Wohnlichkeitsansprüchen der Bewohner gerecht werden. Die meisten Wohnungen in Sennestadt sind so ausgerichtet, dass der Hauptwohnraum, der Balkon und mindestens ein Kinderzimmer Nachmittagssonne haben, damit die Bewohner in ihrer Freizeit die Sonne genießen können. Die Zimmer liegen, so Reichow, „schwankend, zwischen reiner Süd- oder reiner Westlage, also um 90 Grad“. Dem menschlichen Sinn nach Distanz und Privatheit folgend, wurden Doppel-Balkone vermieden.
Um die Stadt attraktiv zu gestalten, achteten Reichow und die Kommunalpolitiker beim Bau der Sennestadt darauf, „Kunst am Bau“ mit einzubeziehen. Das ursprünglich als Rathaus geplante Sennestadthaus wurde 1971–1975 als neunstöckiges Hochhaus auf einer Halbinsel im aufgestauten Sennstadtteich errichtet und sollte nach den Plänen Reichows, zusammen mit dem davorliegenden zentralen Platz (heute Reichowplatz) und den ringsum angeordneten Versorgungsbauten, die repräsentative »Stadtkrone« darstellen. Die Eingemeindung Sennestadts nach Bielefeld 1973 führte dazu, dass es niemals Rathaus wurde, sondern nur Sitz eines Bezirksamts sowie kulturelles Zentrum mit Veranstaltungs- und Konzertsaal.
Als Hans Bernhard Reichow 1974 starb, würdigte ein Journalist mit ihm auch die kulturhistorische Rolle der Sennestadt:
„Diese Stadt, die ihm weltweiten Erfolg brachte und die von Tausenden aus aller Welt als ein Musterbeispiel deutscher Städteplanung gefeiert wurde, war ihm besonders ans Herz gewachsen… In Sennestadt konnte der Städteplaner … seine Ideen einer »autogerechten Stadt« verwirklichen. Auch die Kombination von Wohnräumen und Industrieansiedlung ist ihm hier gelungen. Reichow ging es … nicht darum, eine Schlafstadt vor den Toren Bielefelds zu schaffen. Sennestadt sollte eine lebendige Stadt werden. Auch das schaffte er …“

### Umweltaspekte
Von Anfang an spielten Umweltaspekte bei der Planung der Sennestadt eine wichtige Rolle. Das »grüne Kreuz« aus Bullerbachtal und West-Ost-Grünzug sollte nicht nur das Landschaftsbild innerhalb der Stadt erhalten, sondern auch den Luftaustausch gewährleisten und attraktive Fußwege zu den Kirchen, Schulen und Sportanlagen schaffen. Die Begrünung der Wohnsammelstraßen dient zugleich dem Lärmschutz. Da die Wohnhäuser in ihrer Form und Anordnung Geländeformen aufgreifen, schaffen sie, zusammen mit den Durchblicken zum Teutoburger Wald, abwechslungsreiche grüne Wohnhöfe zwischen den Straßen.
Für die Ansiedlung von Gewerbe am Rande der Sennestadt entwickelte Reichow eine »Distanztabelle«, die, je nach Art und Größe des Gewerbes, die Wohnbereiche vor Lärm, Staub und Abgasen schützen sollte.
Bei der Planung der Einkaufsflächen war es Ziel, sowohl die Anfahrt per Auto als auch den bequemen Einkauf zu Fuß zu ermöglichen.

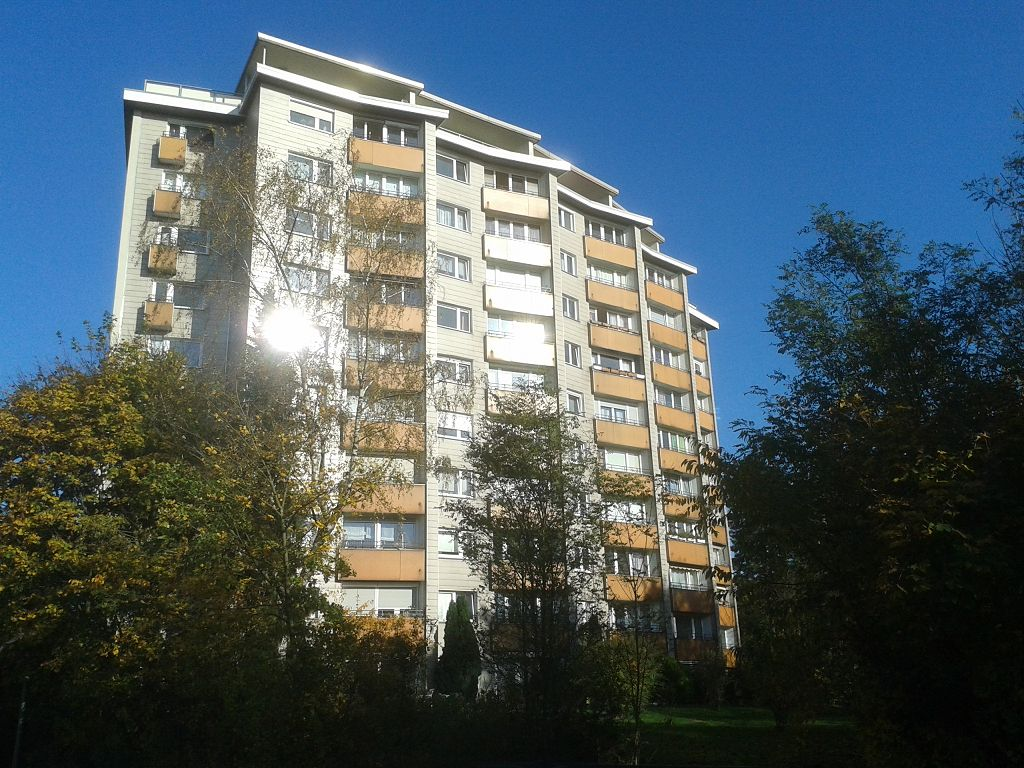
Hochhaus an der oberen Elbeallee

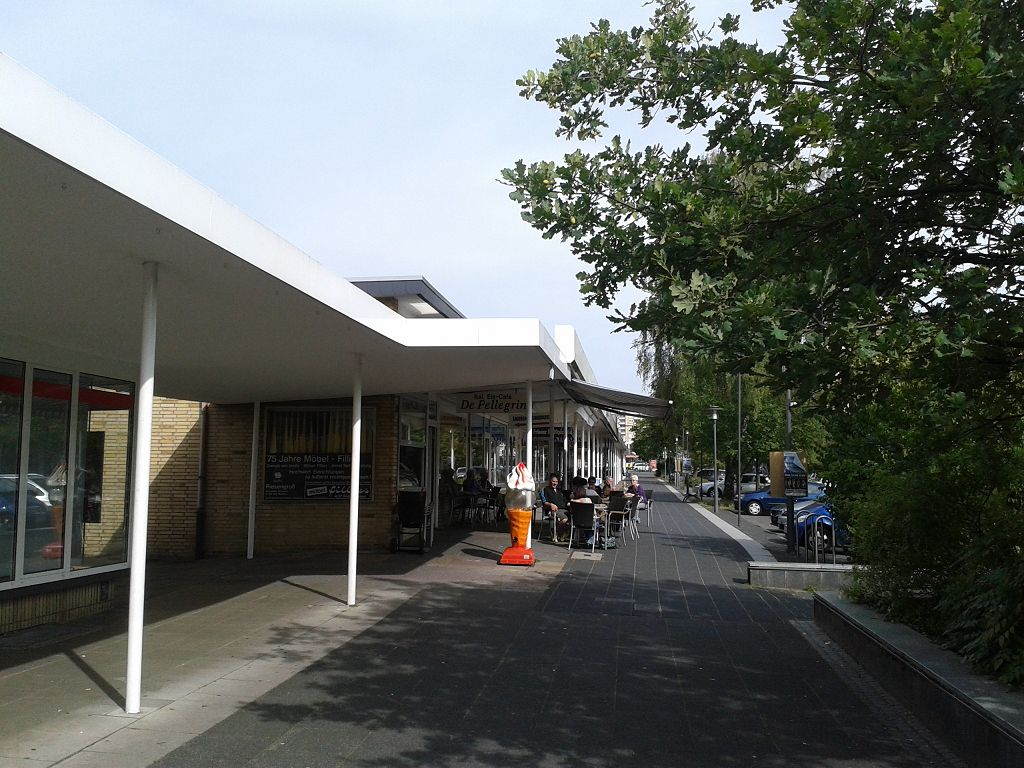
Ladenzeile an der unteren Elbeallee

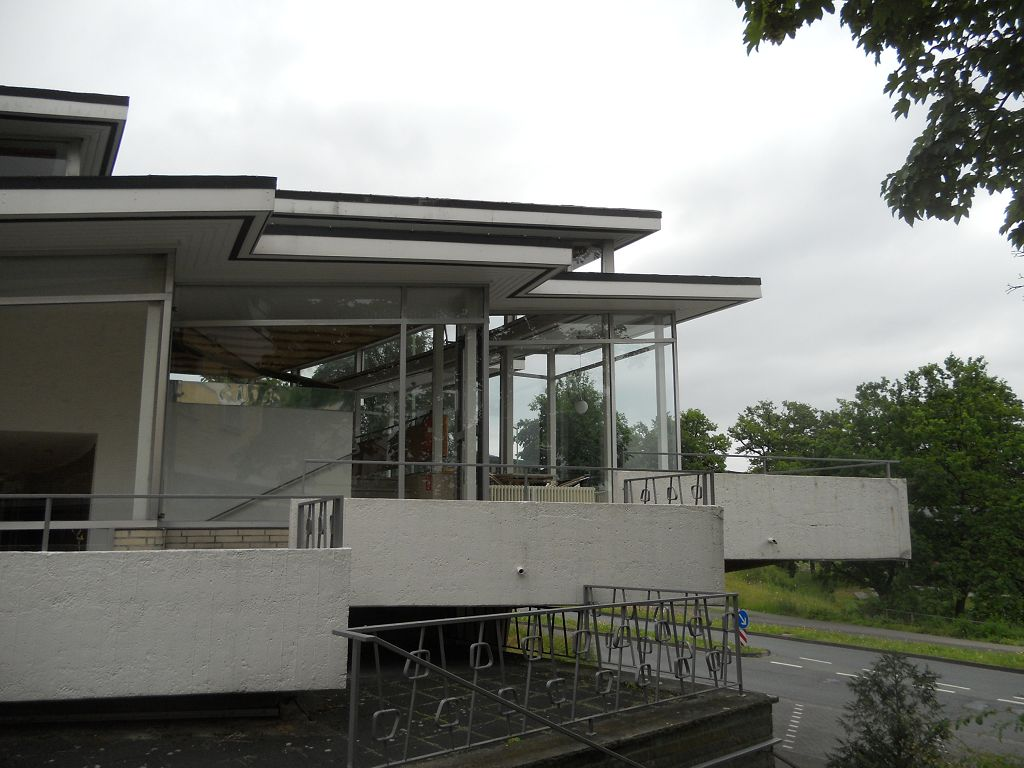
Pavillon am Sennestadtring

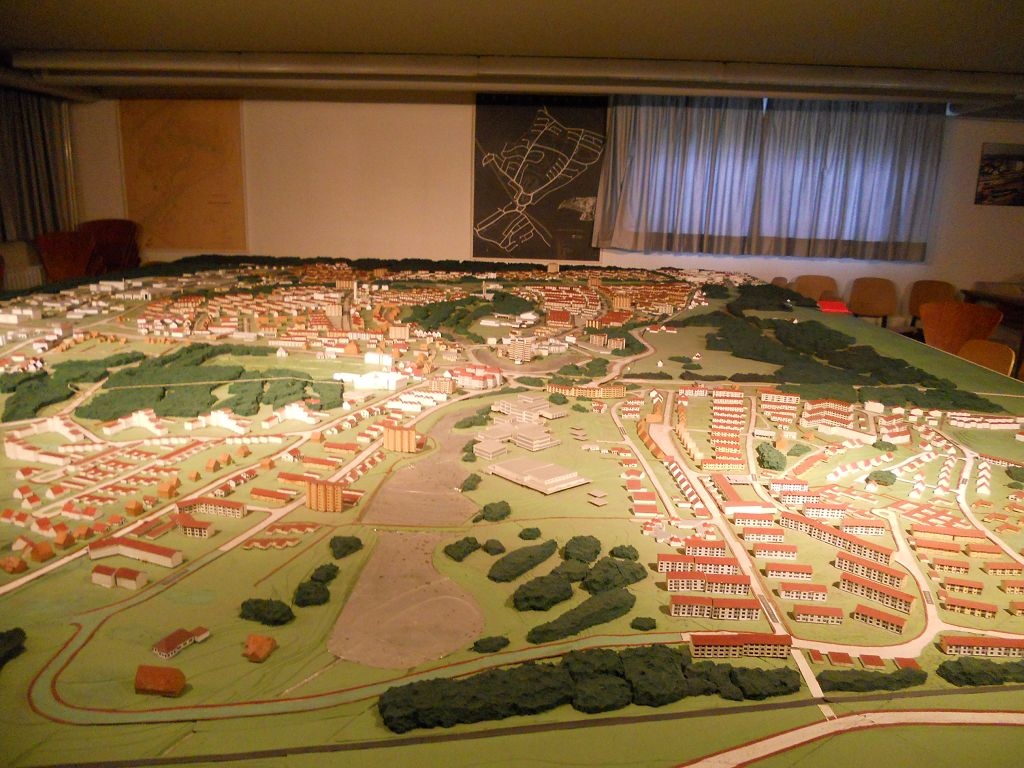
Stadtmodell der Sennestadt im Keller der Stadtteilbibliothek

### Sennestadt als »historischer Stadtkern«
Die Sennestadt ist von der Vereinigung der Landesdenkmalpfleger 2010 mit folgender Begründung als »historischer Stadtkern mit besonderer Denkmalbedeutung« eingestuft worden:
Im Rahmen des Projektes werden unter »Historischer Stadtkern«, der Terminologie von UNTERMANN (2004) folgend, historische Gründungsstädte verstanden. Dazu zählen … auch frühneuzeitliche und neuzeitliche Gründungsstädte wie z. B. das 1710 entstandene Bad Karlshafen bis hin zum 1953–57 angelegten Eisenhüttenstadt (Brandenburg), der ersten Stadtgründung der ehemaligen DDR. Der historische Stadtkern kann dabei mittlerweile als Stadtteil in einer Großstadt … aufgegangen sein, wie beispielsweise in Berlin-Spandau oder der Sennestadt … der Fall ist.
Ein wichtiger Stadtkern der 1950er Jahre ist Bielefeld-Sennestadt als Musterbeispiel des organischen Städtebaus nach den Vorstellungen H. B. Reichows.
Sowohl die Gesamtplanung als auch eine Reihe der von Reichow und anderen geschaffenen Gebäude, etwa die Jesus-Christus-Kirche, die Thomas-Morus-Kirche, das Haus der Gesundheit, die Ladenzeile Ostallee (= untere Elbeallee), das Mehrfamilienhaus der GAGFAH, die Aula der Oststadtschule (= Adolf-Reichwein-Schule), die Kreissparkasse (= Sparkasse), ein Hochhaus in der Ostallee (= Elbeallee) und mehrere Fabrikbauten sind mit historischen Fotos in der Internationalen Architektur-Datenbank archINFORM verzeichnet. Die Landschaftsverbände Rheinland und Westfalen-Lippe haben 2007 ein Verzeichnis »bedeutsamer und landesbedeutsamer Kulturlandschaftsbereiche« vorgelegt. Im Kulturlandschaftsbereich 7.01 »Senne mit angrenzendem Teutoburger Wald« wird unter wenigen anderen Beispielen die Sennestadt hervorgehoben – als »eine der wenigen städtischen Neugründungen in Westfalen-Lippe mit kompletter Infrastruktur nach dem Zweiten Weltkrieg«. Sie gebe »ein gutes und seinerzeit nicht nur in Deutschland diskutiertes Beispiel zeittypischer Vorstellungen über Architektur und Städtebau«.
Eine ähnliche von Reichow entworfene Siedlung, die 1962–1966 errichtete Parkwohnanlage West in Nürnberg-Sündersbühl, wurde 2005 vom Bayerischen Landesamt für Denkmalpflege unter Denkmalschutz (Ensembleschutz) gestellt.
Bei der Architektur Biennale Venedig 2016 war unter anderem ein Modell der Sennestadt zu sehen – als Musterbeispiel für die Unterbringung von Flüchtlingen und Vertriebenen in den Jahren 1946–1956.
2016 wurde außerdem der Umzug der Hans-Bernhard-Reichow-Gesellschaft von Schwalbach am Taunus in die Sennestadt getroffen, da diese als größtes Projekt des gleichnamigen Architekten und Stadtplaners gilt. Dieser eingetragene Verein unterstützt nicht nur die Forschung und Vermittlung des Lebenswerkes Reichows und verwandter Themen aus Geschichte und Architektur, sondern auch örtliche Projekte und bauliche Modernisierungsmaßnahmen. Er strebt dabei Kooperationen zwischen der Sennestadt und anderen sogenannten Reichow-Städten an. Die Gesellschaft bezog ihren Sitz im Sennestadt-Pavillon. Von dort aus werden seither die verschiedenen Projekte und Aufgaben unter der Leitung des Ortsheimatpflegers Marc Wübbenhorst koordiniert. Zweite Vorsitzende ist Sabine Brinitzer, die als Architekturhistorikerin und Expertin für das Schaffenswerk Reichows 2009 die Gesellschaft mit begründet hatte.

### Religionen
Die Evangelische Kirchengemeinde Sennestadt gehört mit zwei Predigtstätten zum Kirchenkreis Gütersloh der Evangelischen Kirche von Westfalen. Die größte davon ist die im geografischen Zentrum der Sennestadt gelegene und architektonisch interessante Jesus-Christus-Kirche, die 1966 eingeweiht wurde. Architekt der Kirche war Dieter Oesterlen. Nahe der ehemaligen B 68 liegt die sehenswerte, 1894 erbaute Kreuzkirche.
Die beiden katholischen Kirchengemeinden Sankt Thomas Morus und Sankt Kunigunde gehören zum Dekanat Bielefeld-Lippe des Erzbistums Paderborn. Gemeinsam mit den Gemeinden aus den Stadtbezirken Brackwede und Senne bilden sie seit dem 1. Januar 2014 die katholische Pfarrei St. Elisabeth Bielefeld, nachdem sie vorher als Pastoralverbund organisiert waren.
Des Weiteren gibt es in Sennestadt zwei mennonitische Gemeinden, eine evangelisch-freikirchliche Gemeinde (Baptisten) und eine neuapostolische Gemeinde. In der Dunlopstraße befindet sich ein Königreichssaal der Zeugen Jehovas, der dort 1986 erbaut wurde. Zuvor wurde ein angemieteter Saal an der B 68 genutzt, der mit der Zeit die wachsende Gemeinde nicht mehr aufnehmen konnte. Außerdem steht an der Elbeallee die Beyazit-Moschee.

#### Evangelische Gemeinde im Stadtbezirk Eckardtsheim
Die Gemeinde gehört nicht zur evangelischen Kirchengemeinde Sennestadt, sondern ist Teil der zu den von Bodelschwinghschen Stiftungen Bethel gehörenden Zionsgemeinde. Sie ist auch nicht Mitglied im Kirchenkreis Gütersloh, sondern des Kirchenkreises Bielefeld.

#### Die russisch-orthodoxe Gemeinde in Sennestadt
Schon 1958 fanden in Sennestadt die ersten russisch-orthodoxen Gottesdienste statt. Die Gemeinde, die zur russischen Exilkirche gehörte, war sehr klein und bestand vornehmlich aus ehemaligen Kriegsgefangenen aus dem Zweiten Weltkrieg, die sich in der neu gebauten Beckhofsiedlung (benannt nach dem Neusiedlerhof Alter Beckhof) niederließen. Die Gottesdienste fanden meist im Speisesaal des damaligen Altenheimes statt.

##### Beckhofkirche
1962 wurde mit dem Bau einer Kirche begonnen, den eine schwedische Firma ausführte. Der vom nordrhein-westfälischen Kulturministerium sowie der katholischen und evangelischen Kirche bezuschusste Bau wurde zum orthodoxen Kreuzerhöhungsfest am 14. September 1962 eingeweiht. Zu den Gästen zählten Kommunalpolitiker, Vertreter der russisch-orthodoxen, der serbisch-orthodoxen sowie der evangelischen und der katholischen Kirche. Die in der Umgebung Beckhofkirche genannte Kirche trägt den offiziellen Namen Russische Orthodoxe Verklärungskirche Bielefeld-Sennestadt. Sie wurde gelegentlich von der serbisch-orthodoxen Kirchengemeinde mitbenutzt. Die Gottesdienste wurden jeden ersten Sonntag im Monat sowie an orthodoxen Feiertagen gefeiert.
In den 1980er und 1990er Jahren wuchs – bedingt durch den Zuzug von Spätaussiedlern – die russisch-orthodoxe Gemeinde stark an. Sie waren zumeist evangelischer Konfession, eine stattliche Minderheit gehörte aber der Russisch-Orthodoxen Kirche an. Im September 2000 wurde eine kirchliche Sonntagsschule für Kinder und eine Bibliothek eröffnet, wenig später auch ein Friedhof. Im Dezember 2008 kaufte die Gemeinde das Grundstück mit dem alten Versorgungszentrum an der Beckhofstraße, das sie in eine Kirche umbaute. Seit April 2009 finden dort jeden Samstagabend, Sonntagmorgen und an orthodoxen Feiertagen Gottesdienste statt. Dabei sollen im Versorgungszentrum nicht nur Gottesdienste stattfinden, sondern dort sollen künftig auch die Sonntagsschule, die Bibliothek, der Gemeinschaftsraum, der Speisesaal mit Küche (bisher im evangelischen Gemeindehaus) und die Privatwohnung des Priesters untergebracht werden. Die Gemeinde gehört zur Russischen Orthodoxen Diözese des orthodoxen Bischofs von Berlin und Deutschland. Die Diözese gehört zur Russischen Orthodoxen Kirche im Ausland, deren Oberhaupt Metropolit Ilareon mit Sitz in New York (USA) ist.
Anfang Februar 2020 erhielt die Russisch-Orthodoxe Kirche vergoldete Kuppeln.

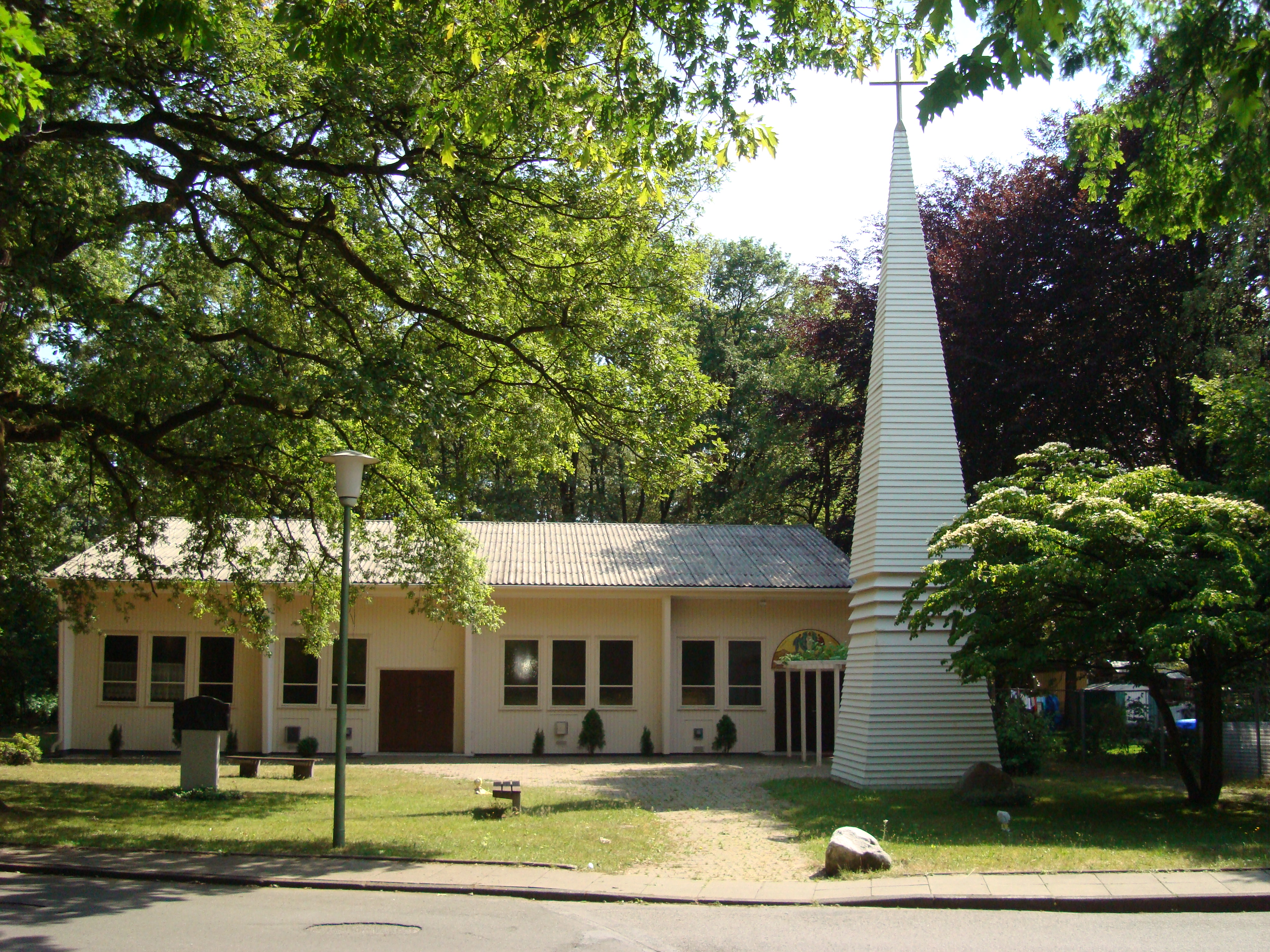
Die Beckhofkirche
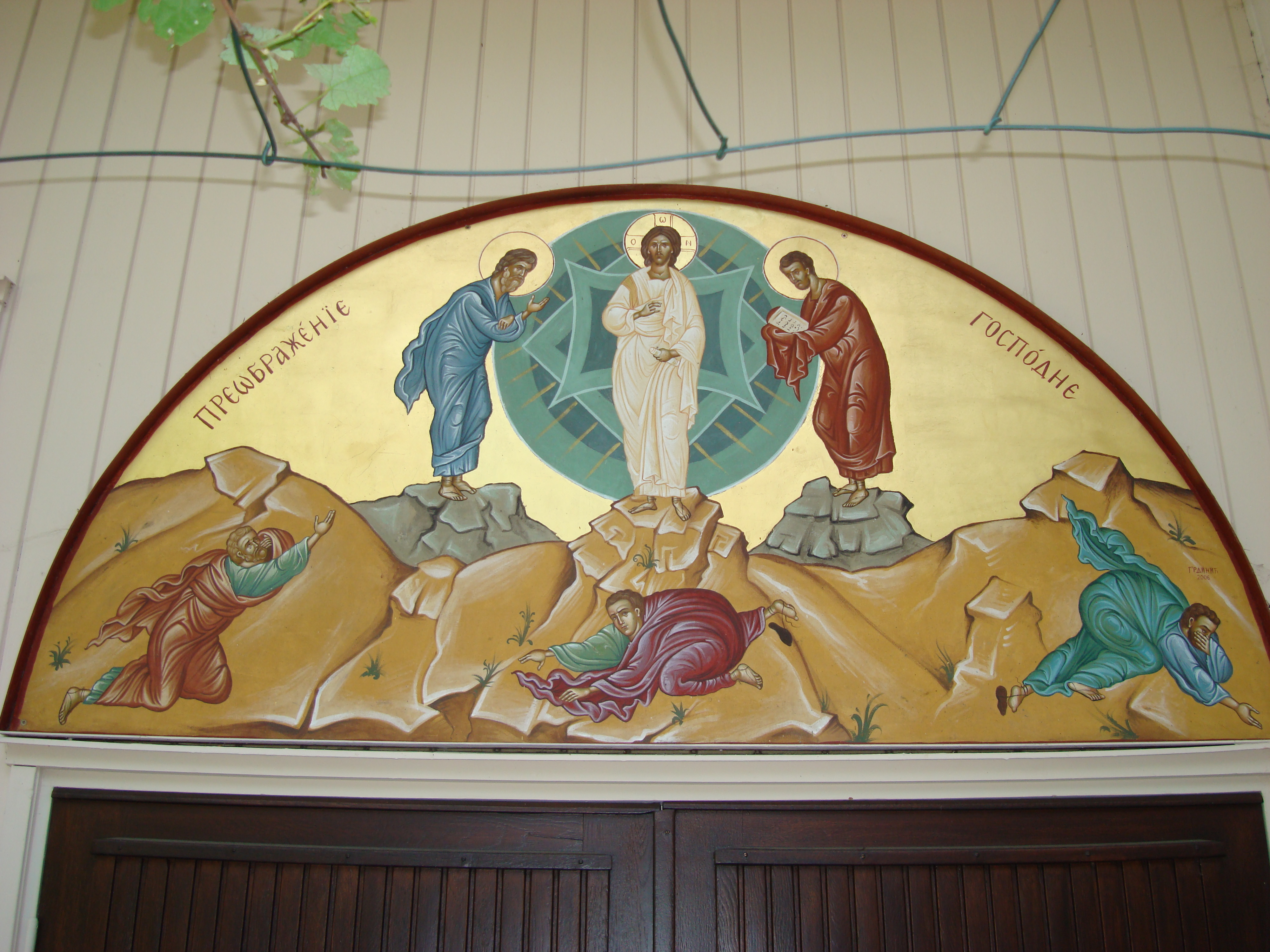
Ikonenmalerei am Eingang der Beckhofkirche
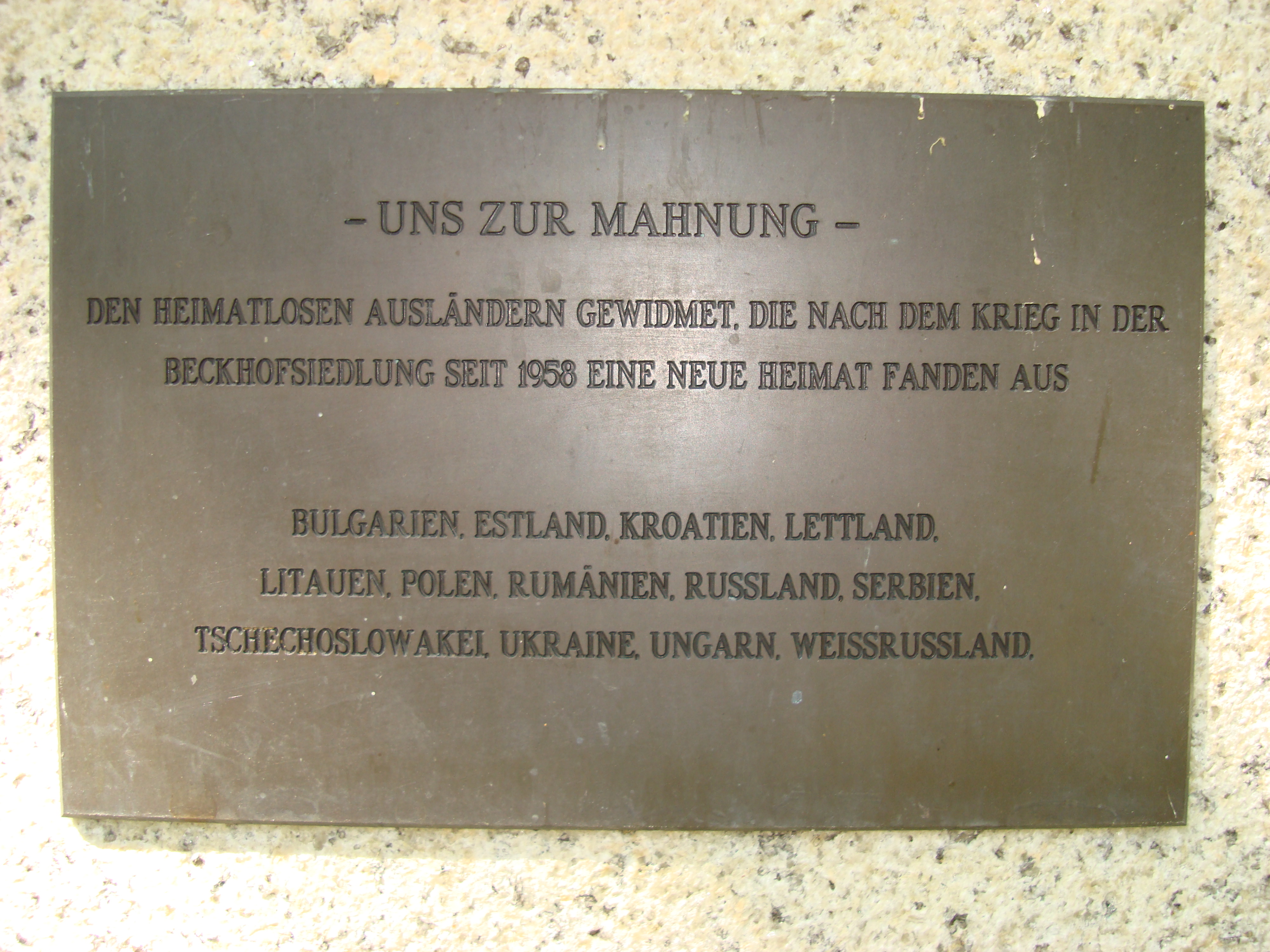
Gedenktafel im Garten der Beckhofkirche
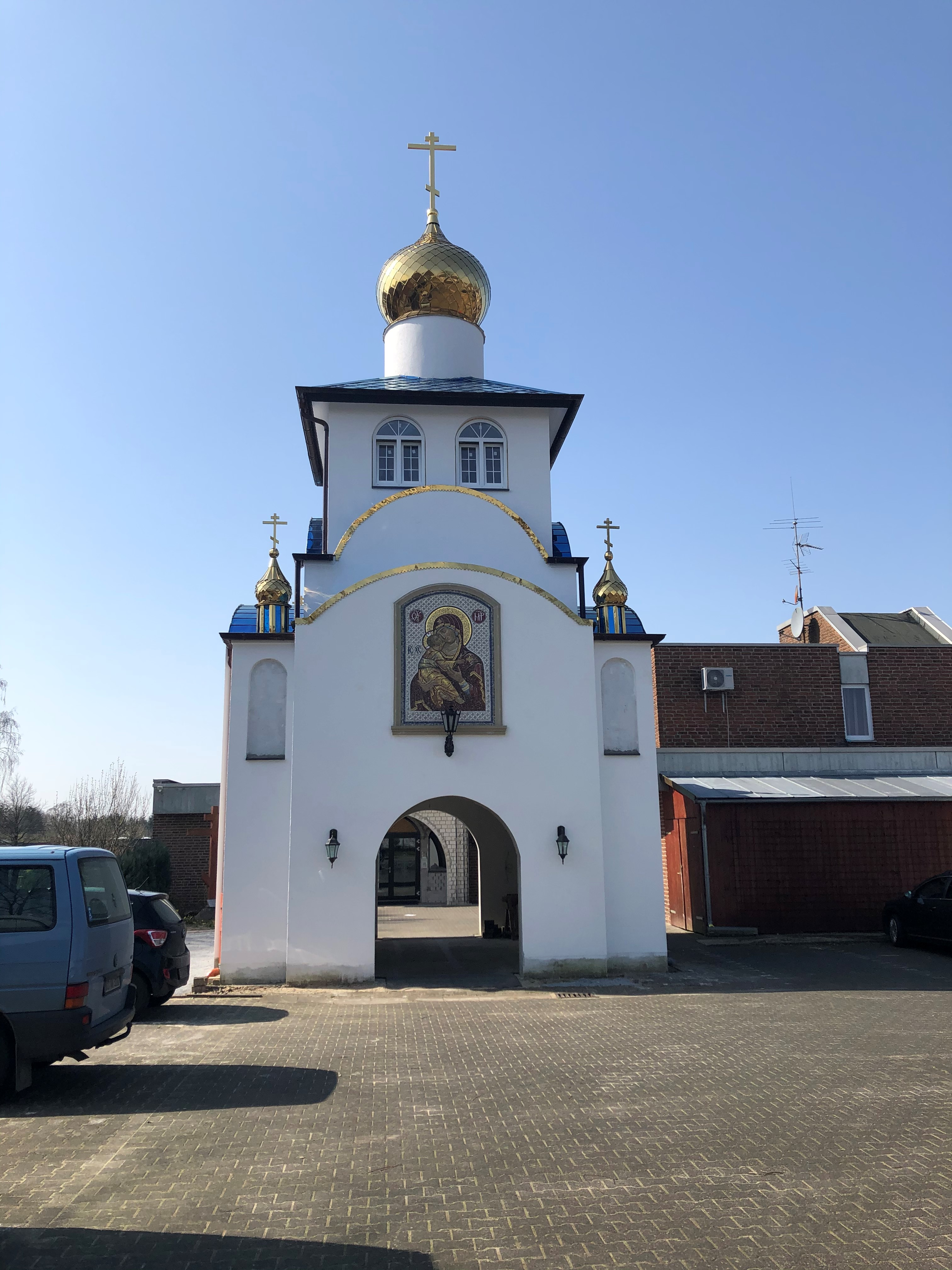
Die neue Russisch-Orthodoxe Verklärungskirche in der Beckhofsiedlung (März 2020)

## Politik

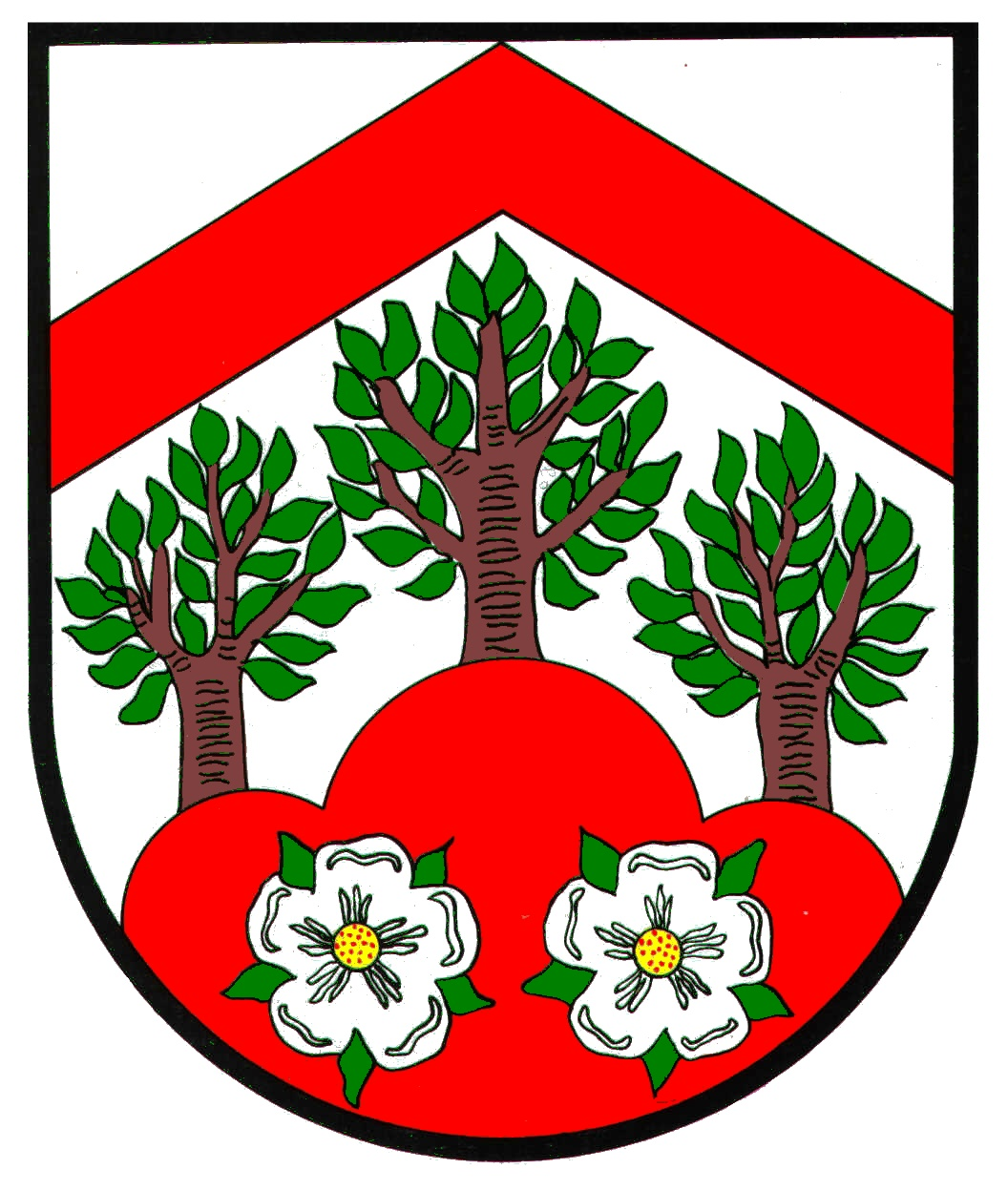
Das Wappen von Sennestadt

Die Sennestädter Bezirksvertretung hat 15 Sitze, die sich seit der Kommunalwahl vom 13. September 2020 wie folgt zusammensetzen:
| Sitzverteilung in der Bezirksvertretung Sennestadt 2020Insgesamt 15 Sitze - Linke: 1 - SPD: 5 - Grüne: 2 - CDU: 5 - FDP: 1 - AfD: 1 |

Bezirksbürgermeister ist Lars Nockemann (SPD) und Stellvertretende Bezirksbürgermeisterin ist Tanja Orlowski (CDU).
Die Bürgermeister, Bezirksvorsteher und Bezirksbürgermeister Sennestadts seit Erteilung der Stadtrechte 1965:
- 1965–1979: Hans Vogt (SPD)
- 1979–1991: Horst Thermann (SPD)
- 1991–1999: Elke Klemens (SPD)
- 1999–2004: Peter van Hekeren (CDU)
- 2004–2007: Karl Wolff (CDU)
- 2007–2014: Elke Klemens (SPD)
- seit 2014: Lars Nockemann (SPD)

### Wappen
Blasonierung:
„Unter dem roten Ravensberger Sparren auf einem roten Dreiberg, der mit zwei silbernen Rosen (für Senne II) mit goldenen Butzen und grünen Kelchblättern belegt ist, drei naturfarbene Bäume.“
Im Wappen sind die Heidelandschaft der Senne und der Teutoburger Wald dargestellt.

## Kultur und Sehenswürdigkeiten

### Archäologie
2017 wurden in einem Waldgebiet bei Sennestadt die Reste eines vermutlich 2000 Jahre alten Römerlagers entdeckt. 2019 wurde der Fund der Öffentlichkeit bekannt gegeben.

### Bauwerke

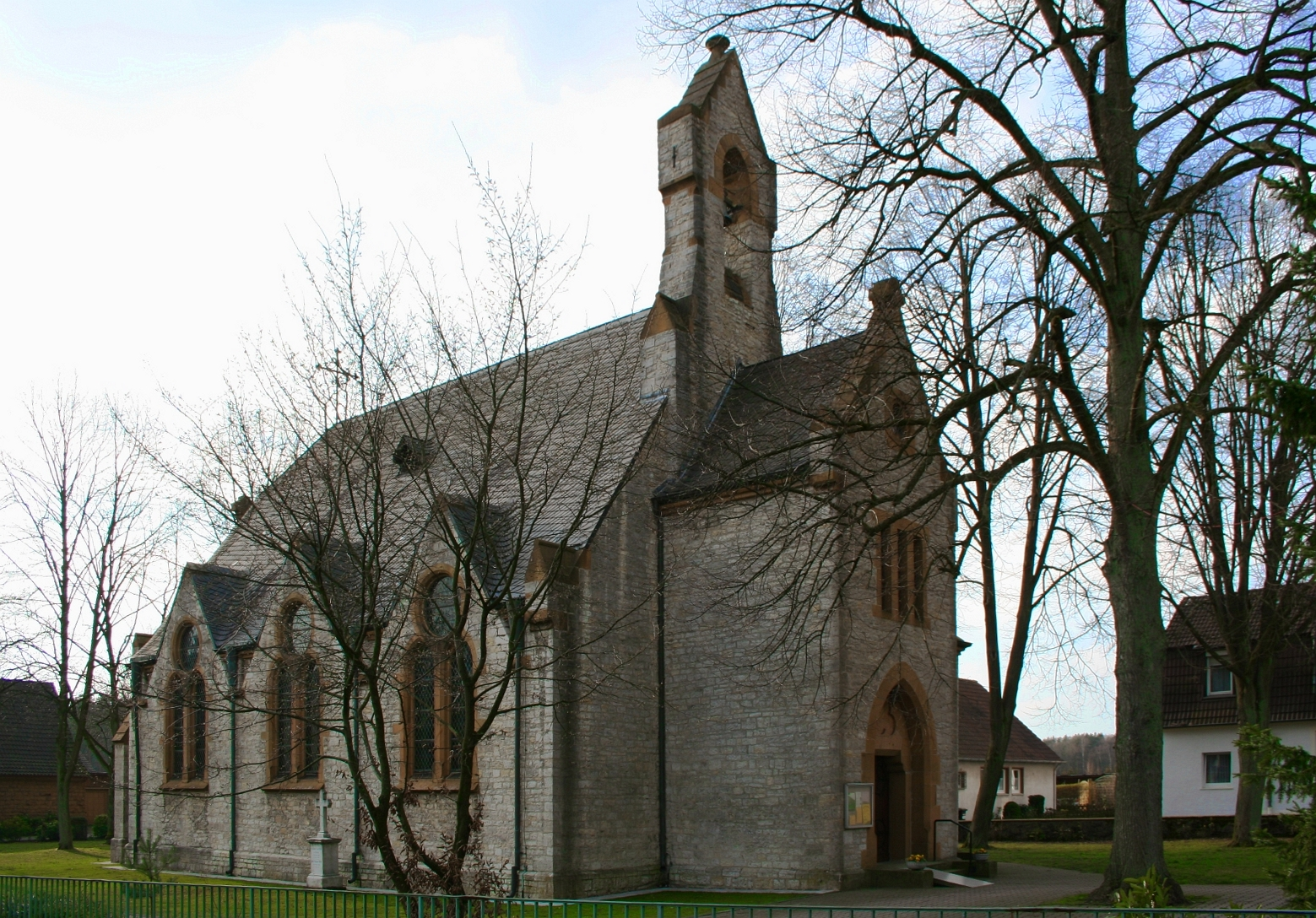
Kreuzkirche, erbaut 1894

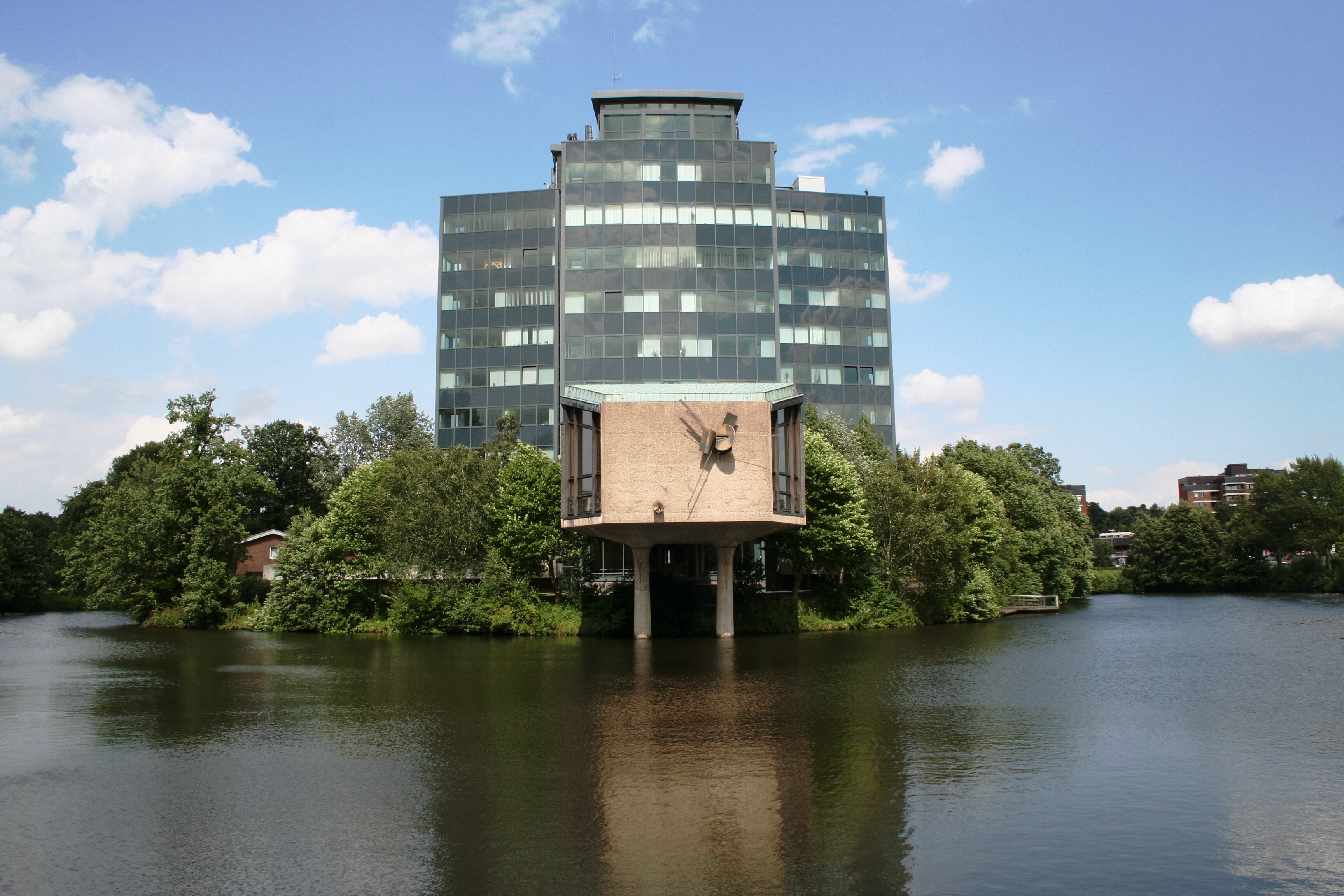
Sennestadthaus

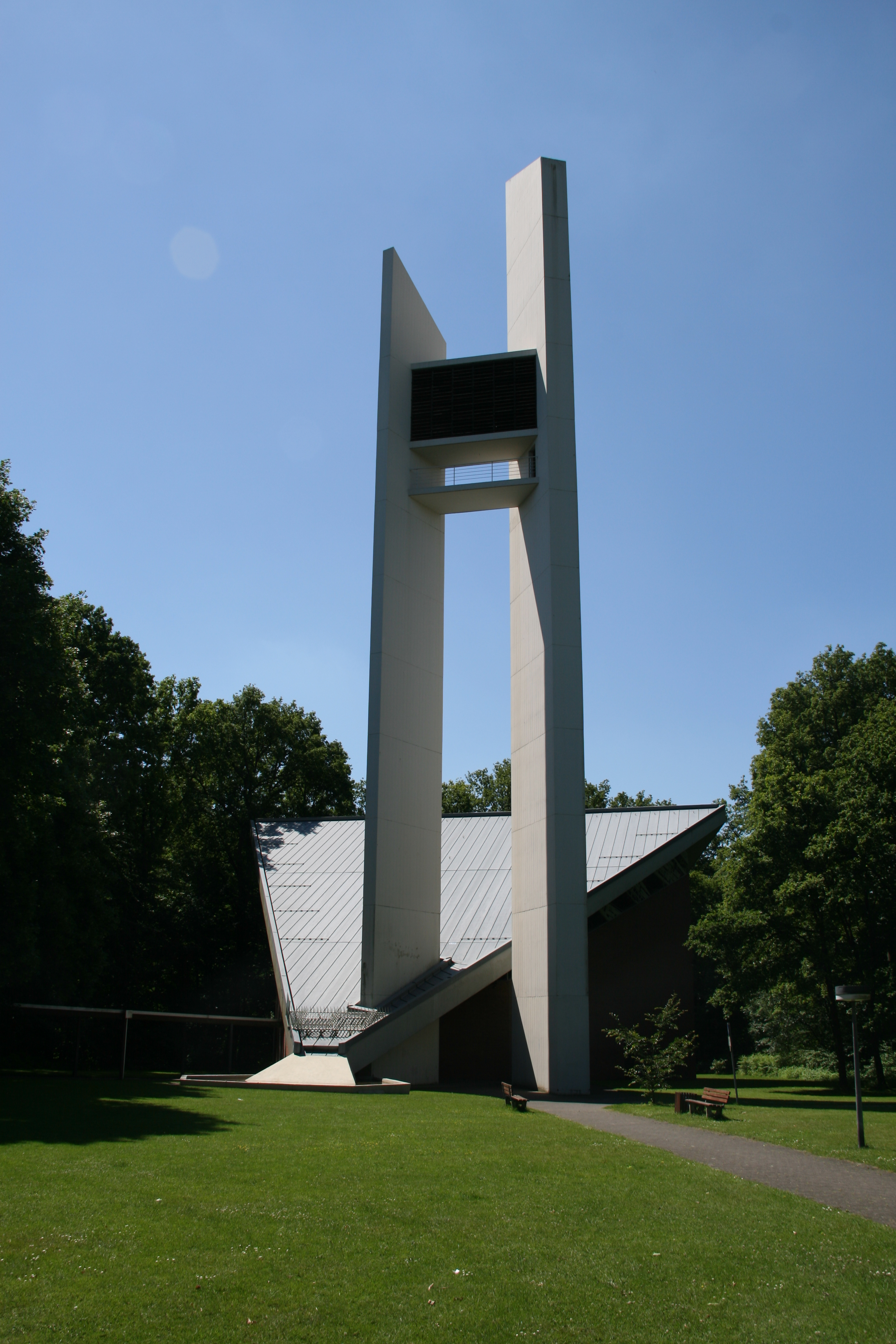
Jesus-Christus-Kirche

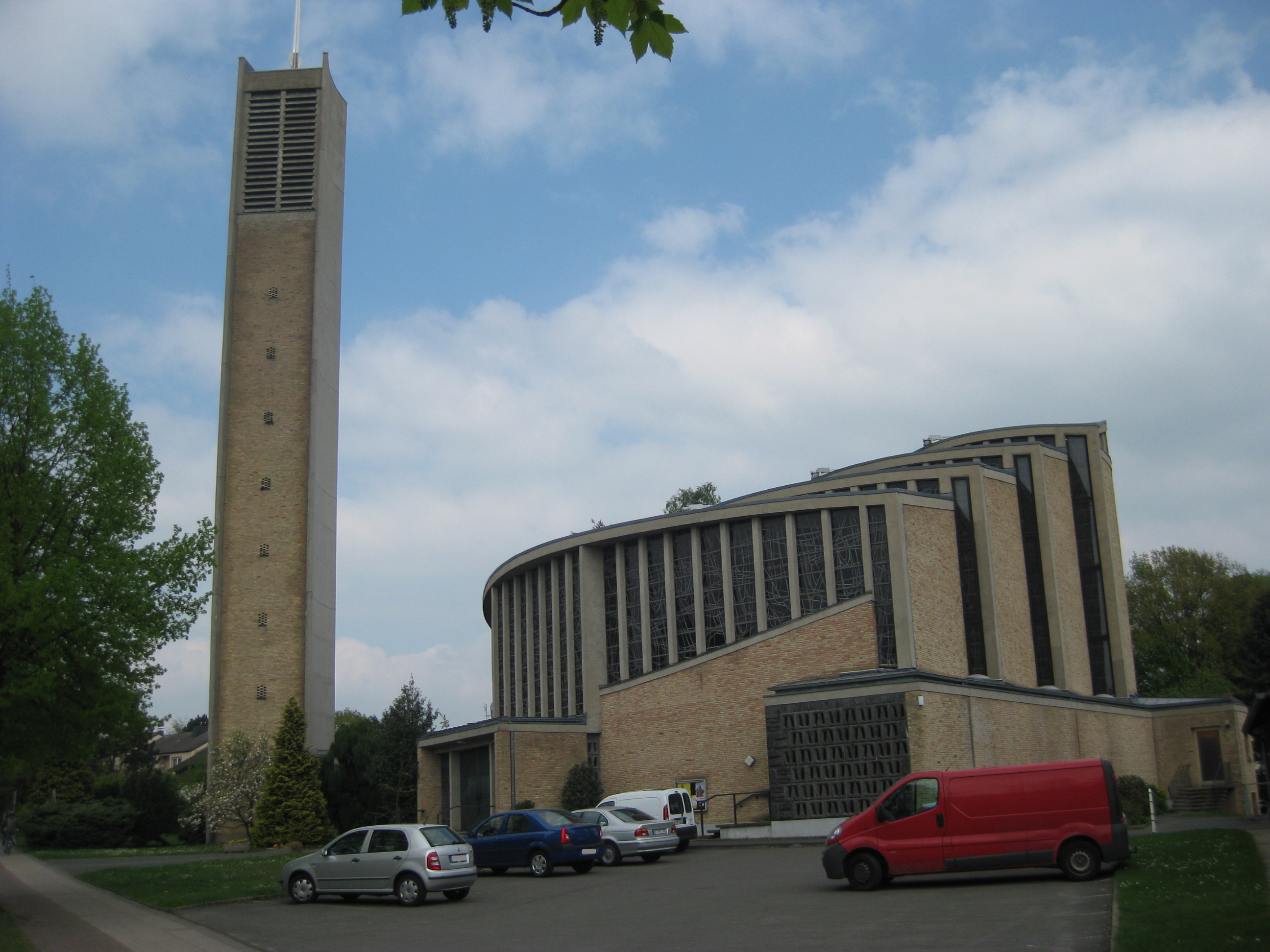
St.-Thomas-Morus-Kirche

Hauptartikel: Liste der Baudenkmäler im Stadtbezirk Bielefeld-Sennestadt

#### Kreuzkirche
Wahrzeichen aus alter Zeit ist die Kreuzkirche von 1894, die im besonderen Kontrast zum nur etwa 200 m entfernten Sennestadthaus steht, dem modernen Wahrzeichen des Stadtbezirks.

#### Sennestadthaus
Das Sennestadthaus wurde 1969 als Rathaus und „Stadtkrone“ der damals selbstständigen Stadt Sennestadt geplant und 1975 eingeweiht. Statt Bürgermeister und Stadtverwaltung zogen die Bezirksverwaltungsstelle, die Volkshochschule, die Jugendkunst- und -musikschule, eine Fachhochschule sowie die Sennestadt GmbH ein. Das anfangs umstrittene Haus wurde vor allem zum Bürgerzentrum der Sennestadt. Besonders auffällig ist der Vorbau mit Konzertsaal, der von im Wasser stehenden Säulen getragen wird und die Skulptur Kosmisches Raumelement des Bildhauers Bernhard Heiliger an der Fassade trägt. Im Januar und Februar 2007 ließ die Sennestadt GmbH die Fassade des Sennestadthauses, die vorher durch lange Balkons mit Betonbrüstungen geprägt war, als klimafreundliche Glasfassade umgestalten.

#### Jesus-Christus-Kirche
Die evangelische Jesus-Christus-Kirche wurde 1961 von Dieter Oesterlen entworfen und 1966 eingeweiht. Ihr Dach erinnert an ein Zelt, der Fußboden an einen Lehmboden. Die Fenster öffnen sich direkt in die Natur. Diese Gestaltung symbolisiert das Nomadentum des wandernden Volkes Israel.

#### Thomas-Morus-Kirche
Die katholische Thomas-Morus-Kirche wurde 1960/61 errichtet. Die 380 Fensterscheiben, Altarkreuz, Tabernakel und Kreuzweg wurden von Schwester Erentrud Trost entworfen. 2018 wurde die Kirche unter Denkmalschutz gestellt und denkmalgerecht renoviert.

### Kulturdenkmäler

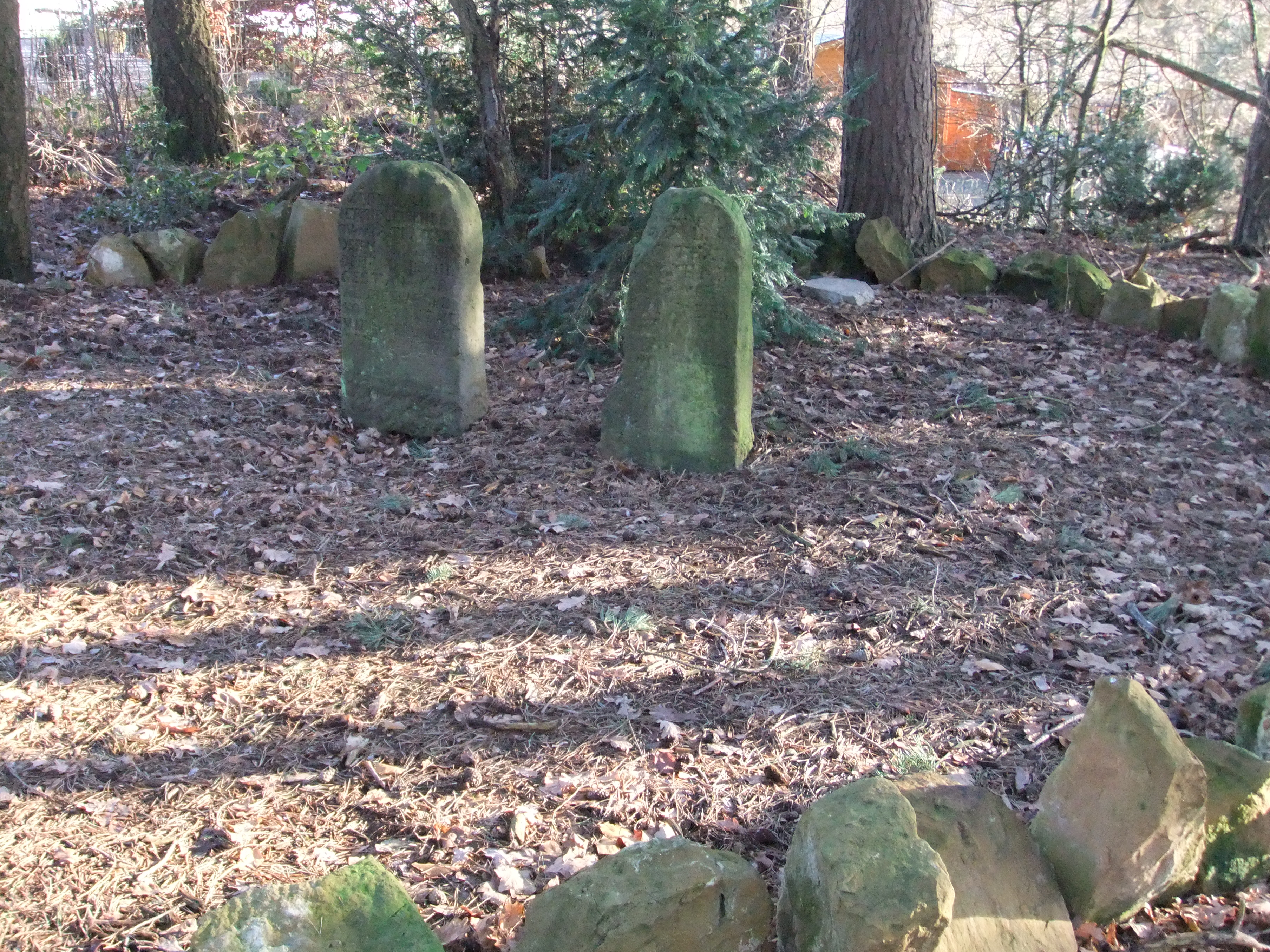
Mordsteine

Zu einem der ältesten Kulturdenkmäler in der Senne gehören die zwei sogenannten Mordsteine, die schon seit 1660 auf dem Gebiet der heutigen Sennestadt stehen. Man findet sie heute abseits des Weges zwischen dem Altenwohnheim Frieda-Nadig-Haus und dem Sportplatz in einem kleinen Waldstück.

### Kunst im öffentlichen Raum
Im Rahmen der Ausstellungsreihe „Skulptur aktuell I, II, III, IV“ in den Jahren 1983 bis 2004 erwarb die Sennestadt GmbH und der Sennestadtverein e. V. zahlreiche Skulpturen, die bis heute das Stadtbild prägen. Mit „Vor Ort. Kunstprojekt Sennestadt“ von Mai bis Oktober 2014 unter der künstlerischen Leitung von Thomas Thiel, Direktor des Bielefelder Kunstvereins, wird diese Reihe fortgesetzt. Im Auftrag des Stadtbezirks Sennestadt wurden hierzu vom Sennestadtverein e. V. die Künstler David Adamo, Awst & Walther, Michael Beutler, Andreas Bunte, Christian Falsnaes, Manfred Pernice, Arne Schmitt und Kateřina Šedá eingeladen. In eigens für dieses Projekt entwickelten Arbeiten, Skulpturen und Interventionen im öffentlichen Raum, gehen die Künstler auf die Geschichte sowie die aktuelle Situation des Ortes ein, dessen bereits seit Jahrzehnten andauernden städtebaulichen Prozess als auch gesellschaftlichen Wandel. Im Rahmen eines seit 2008 laufenden Stadtumbauprojekts Sennestadt spielt die Weiterentwicklung des ursprünglichen Konzepts Reichows eine wichtige Rolle. „Vor Ort“ markiert einen vorläufigen Status quo dieser Umgestaltung.

### Regelmäßige Veranstaltungen

#### WISA (1967–2007)
1967 bis 2007 wurde, meist Ende April bis Anfang Mai, von der „Messe Bielefeld GmbH“ die sogenannte WISA (Akronym von „Wirtschaftsschau“) veranstaltet. Nach dieser Messe ist auch der Veranstaltungsplatz im Ortsteil Dalbke, das WISA-Gelände, benannt. Im Jahr 1967 fand die erste WISA, damals noch im Stadtzentrum statt. In den 1970er Jahren stieß die Veranstaltung mit annähernd einer halben Million Besucher auf erhebliches Interesse. In den letzten Jahren der WISA wurde nur noch ein Bruchteil der damaligen Besucherzahlen erreicht, deshalb wurde die WISA 2007 eingestellt.

#### Volkslauf (1967–1993)
Von 1967 bis 1993 fand einmal jährlich der Sennestädter Volkslauf statt; Veranstalter war der Polizeisportverein Bielefeld. In den 1970er Jahren war der Sennestädter Volkslauf eine der größten Volkslauf-Veranstaltungen Westfalens. Unter anderem durch die wachsende Popularität des Hermannslaufes, der noch heute auch über Sennestädter Gebiet führt, verkleinerte sich das Teilnehmerfeld erheblich; deshalb wurde der Lauf 1993 eingestellt. Seitdem gab es mehrere Versuche, die Laufveranstaltung wieder aufleben zu lassen, diese verliefen bislang jedoch ergebnislos.

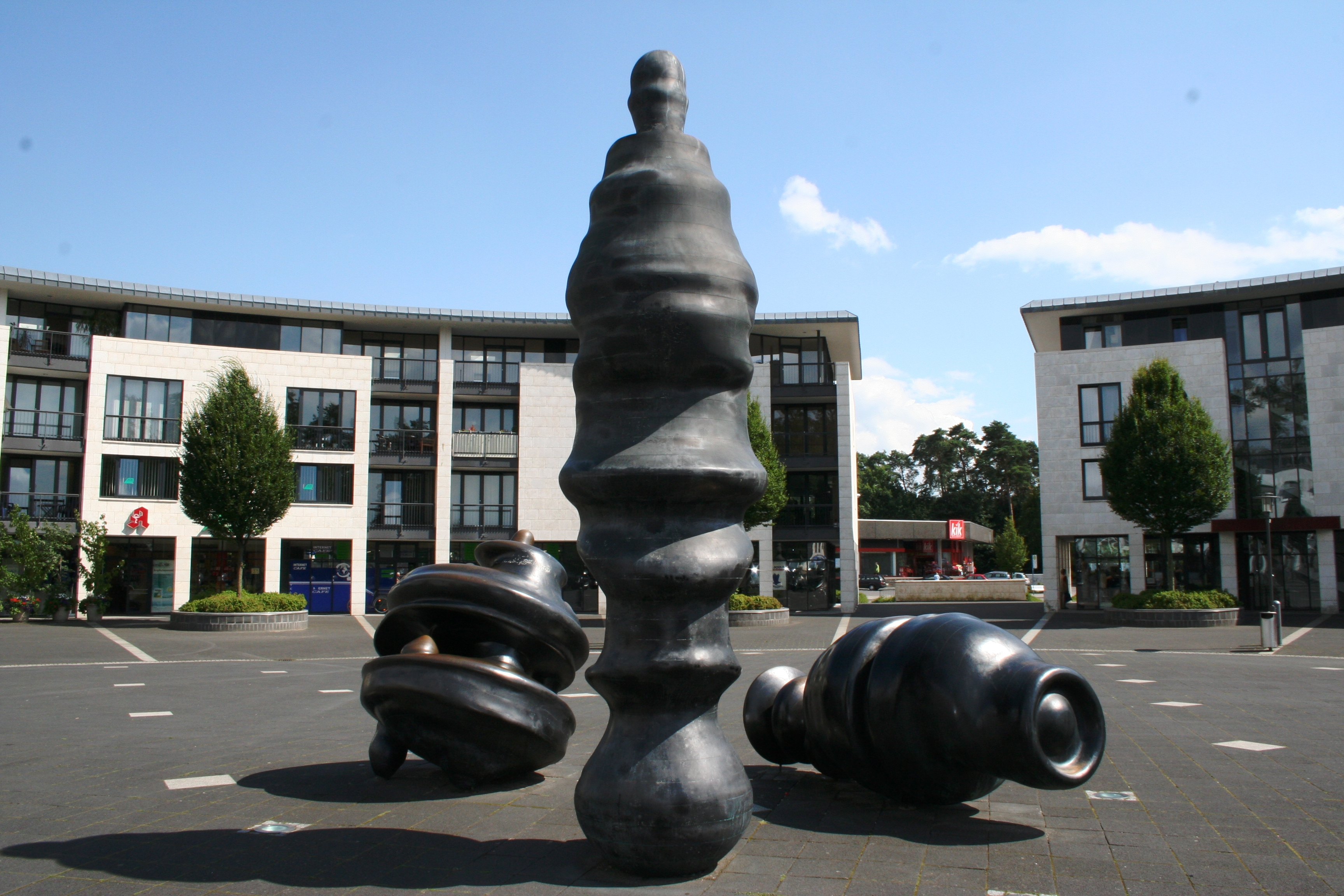
Überall in Sennestadt finden sich Skulpturen unterschiedlicher Künstler, wie hier auf dem Reichowplatz die Skulptur Auf der Lichtung von Tony Cragg aus dem Jahr 1997

#### skulptur aktuell (1982–2002)

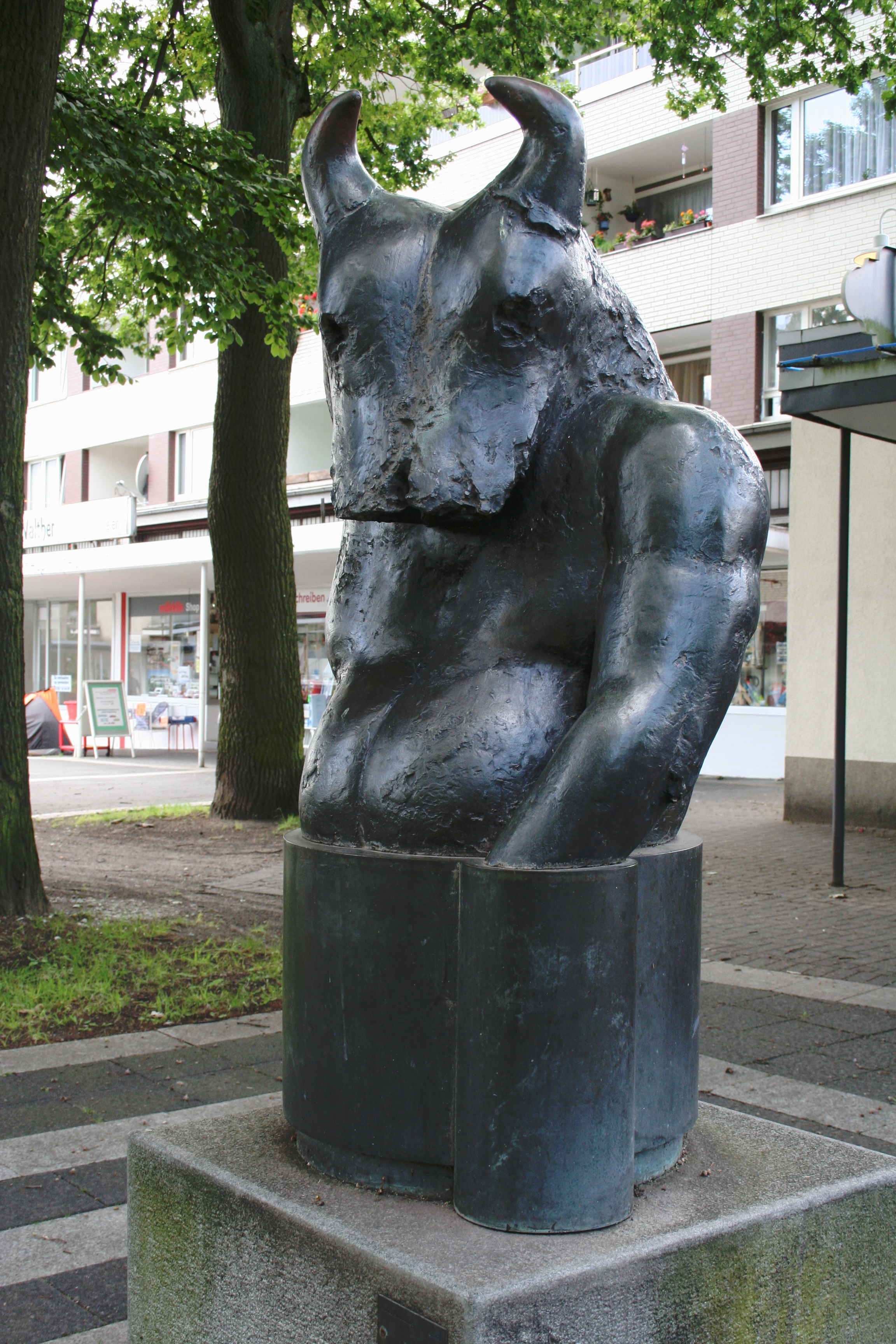
Skulptur Großer Minotauros von Richard Heß aus dem Jahr 1982 am Sennestadtring

Bislang viermal – in den Jahren 1982, 1985, 1989 und zum Jahreswechsel 2001/2002 – wurde die Ausstellung „skulptur aktuell“ durchgeführt, bei der vorwiegend im Sennestädter öffentlichen Raum Skulpturen, Statuen und Plastiken bedeutender Bildhauer präsentiert wurden. Die letzte Ausstellung fand in Zusammenarbeit mit der Kunsthochschule Burg Giebichenstein statt. Durch städtische Mittel und Sponsoren konnten jeweils einige der Ausstellungsstücke in Sennestadt verbleiben, so dass sich nunmehr eine relativ große Anzahl von Skulpturen im Stadtbild befindet.

## Infrastruktur und Wirtschaft

### Verkehr

#### Luftverkehr
Keine vier Kilometer vom Sennestadthaus entfernt liegt im Stadtbezirk Senne, der früheren Gemeinde Senne I, der Flugplatz Bielefeld. Ein großer Motor- und Segelflugplatz befindet sich in Oerlinghausen.

#### Schienen- und Busverkehr
Der Bahnhof Sennestadt liegt an der Bahnstrecke Paderborn–Brackwede. Er trug bis 1966 den Namen „Bahnhof Kracks“ nach dem Hofbesitzer Johann Kracks, auf dessen Grund die Station entstand, und wird auch heute noch oft „Krackser Bahnhof“ genannt. Das marode Bahnhofsgebäude beherbergte in den letzten Jahren nur noch ein Fahrradparkhaus und wurde aus wirtschaftlichen Gründen im Dezember 2016 abgerissen. Die Strecke wird von der Regionalbahnlinie 74 Bielefeld–Schloß Holte–Paderborn bedient. Betreiber im Schienenpersonennahverkehr ist die NordWestBahn.
Zurzeit wird eine Verlängerung der Stadtbahnlinie 1 von Senne nach Sennestadt geplant.
Im Straßenpersonennahverkehr stellt die Stadtbuslinie 135 an der Endhaltestelle Senne den Anschluss an die Stadtbahn Bielefeld her (10-Minuten-Takt, abends alle 15 Minuten). Im 30- bzw. 60-Minuten-Takt fahren die Buslinie 30 vom Schloss Holte über den Sennestädter Ortsteil Heideblümchen über die zentrale Haltestelle Sennestadthaus nach Hillegossen, Heepen, Baumheide nach Brake, die Buslinie 39 vom Bahnhof Sennestadt nach Dalbke, Lipperreihe, Oerlinghausen. Die Ringlinie 37 bedient den Ortsteil Eckardtsheim und mit kurzem Fußweg den Bahnhof Sennestadt. Das westliche Industriegebiet wird montags bis freitags mit je 2 Fahrten pro Richtung durch die Linie 235 angefahren. Die Regionalbuslinie 82 verkehrt nach Stukenbrock. Eine durchgehende Busverbindung bis Paderborn besteht nicht mehr.
Im öffentlichen Personennahverkehr gelten der Westfalentarif und der NRW-Tarif.

#### Straße
Sennestadt ist über die Anschlussstelle Bielefeld-Süd der A 2 Dortmund–Hannover an das Fernstraßennetz angebunden. Die Anschlussstelle befindet sich an der ehemaligen B 68 Paderborn–Osnabrück, die im Bereich des Stadtbezirks zu einer Landesstraße herabgestuft worden ist. Teilweise auf Sennestädter Gebiet liegt auch das Autobahnkreuz Bielefeld, durch das die A 2 und die von Paderborn zum Ostwestfalendamm in Brackwede führende A 33 verknüpft sind. Die Anschlussstelle Schloss Holte-Stukenbrock der A 33 ist nur wenig mehr als einen Kilometer vom südlichen Stadtrand entfernt.

### Ansässige Unternehmen
- Piening (Personaldienstleistungen)
- Gildemeister AG (Maschinenbau)
- Tweer (Stahlgießerei)
- Union Knopf GmbH (Herstellung von Knöpfen)
- Berg & Co. (Spanntechnik)
- Ratio (Großhandel)
- Schröder Team (Autohaus)
- Küster Pressedruck (Zeitungs-Druckbetrieb)
- Westfalen Druck (Zeitungs-Druckbetrieb)
- Wahl GmbH & Co. KG (Logistik-Unternehmen)
- Von Bodelschwinghsche Stiftungen Bethel, Einrichtungen Eckardtsheim

### Öffentliche Einrichtungen

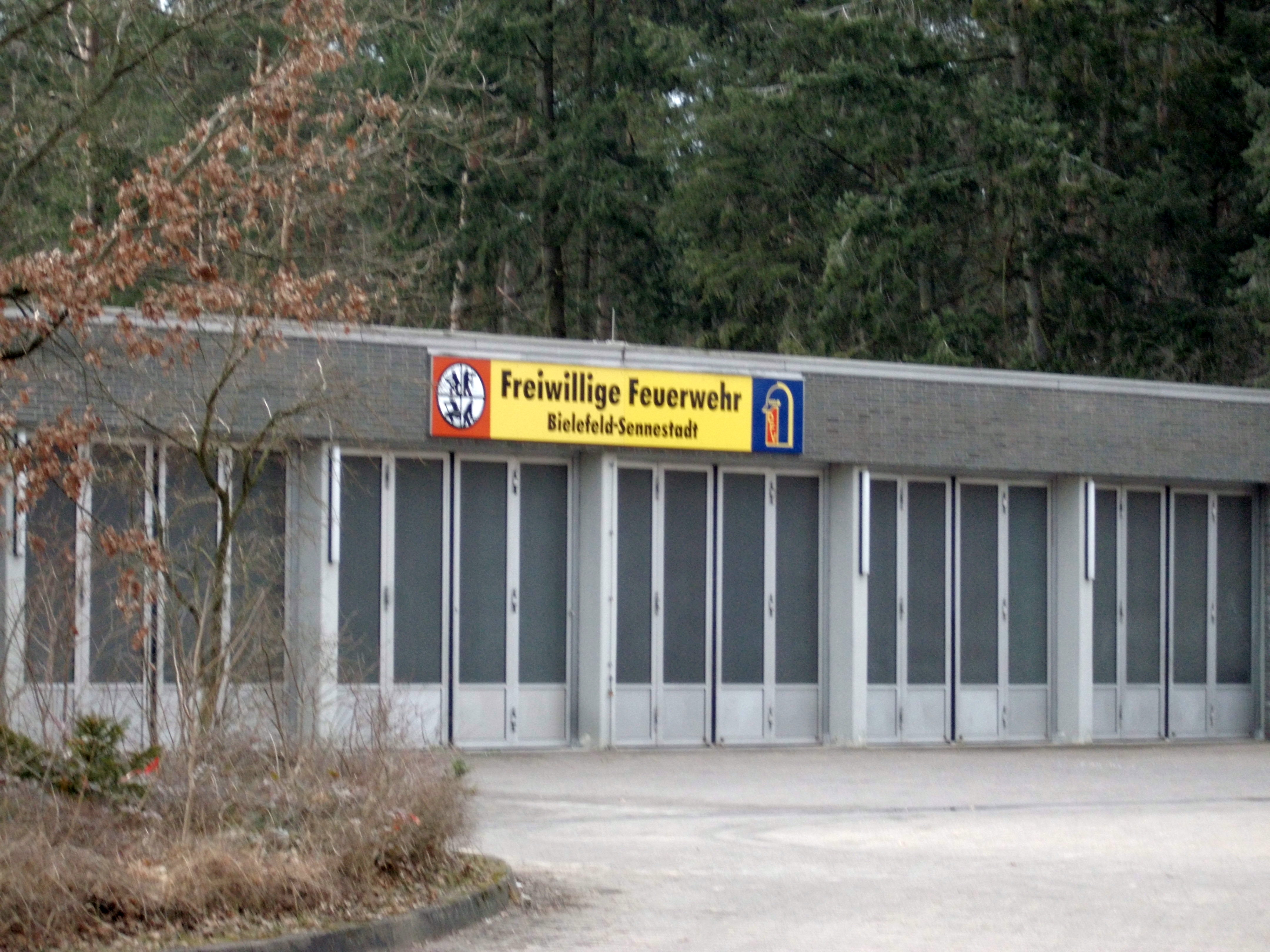
Freiwillige Feuerwehr Sennestadt

Zu Sennestadt gehört Eckardtsheim mit Wilhelmsdorf, wo sich zahlreiche Einrichtungen der von Bodelschwinghschen Stiftungen Bethel befinden. Am südöstlichen Stadtrand mitten im Teutoburger Wald befindet sich Haus Neuland, ein Tagungshaus von überregionaler Bedeutung. Unweit davon, ebenfalls im Teutoburger Wald, befindet sich eine Bildungs- und Tagungsstätte der Vereinten Dienstleistungsgewerkschaft, das Bunte Haus.
Im Stadtbezirk gibt es fünf Alten- und Pflegeheime: Das Frieda-Nadig-Haus der Arbeiterwohlfahrt, das ev. Altenzentrum Ernst-Barlach-Haus, das Haus Elim und das Boysenhaus.
Im Stadtbezirk befinden sich drei Filialen der Sparkasse Bielefeld. Vertreten sind auch die Commerzbank und die Bielefelder Volksbank eG mit je einer Filiale.
Der Polizeibezirksdienst Sennestadt ist der Polizeiwache Brackwede mit der Hauptwache in Brackwede unterstellt. Die Polizeiwache Sennestadt liegt an der unteren Elbeallee am ehemaligen Marktplatz.
Der Stadtbezirk Sennestadt besitzt ein eigenes Bezirksamt im Sennestadthaus am Lindemann-Platz. Dort befindet sich auch eine Filiale des Bürgeramtes mit den Bereichen Bürgerberatung und Standesamt.

### Bildung

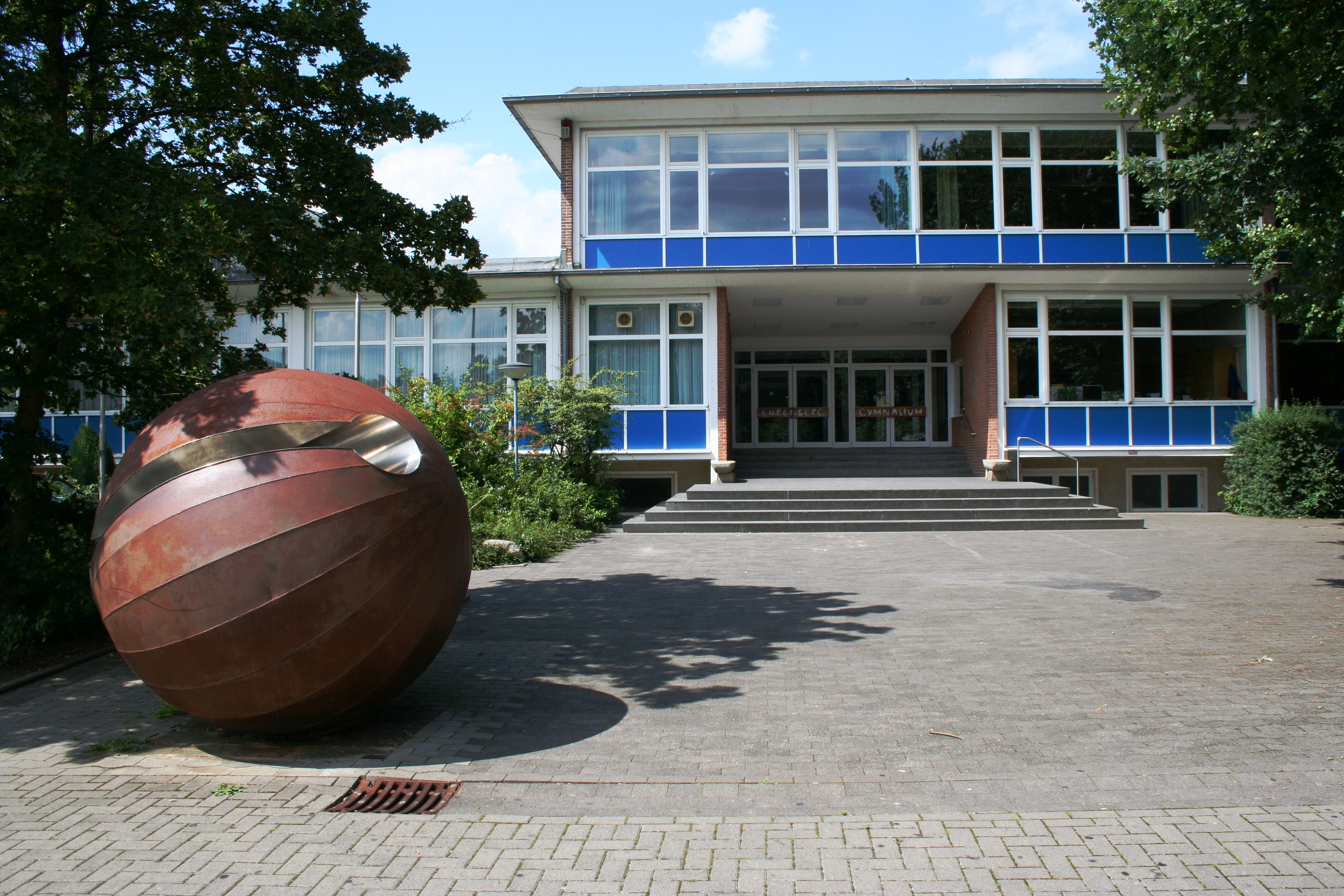
Hans-Ehrenberg-Schule

Sennestadt besitzt mit der Hans-Ehrenberg-Schule ein Gymnasium. Es befindet sich in privater Trägerschaft der Evangelischen Kirche von Westfalen. Außerdem besteht die Theodor-Heuss-Realschule, die 1963 gegründet wurde. Eine Hauptschule, die Johannes-Rau-Schule, die zum Schuljahr 2008/2009 durch Zusammenlegung der Adolf-Reichwein-Schule und der Vennhofschule entstand, wurde im Sommer 2019 aufgegeben und die Räumlichkeiten der benachbarten Theodor-Heuss-Schule angegliedert. Den Primarbereich decken drei Grundschulen ab, die Astrid-Lindgren-Schule, die Brüder-Grimm-Schule und die Hans-Christian-Andersen-Schule. Hinzu kommt eine Förderschule, die Schule für Erziehungshilfe am Schlepperweg. Die Comeniusschule ist aufgegeben worden.

### Stadtumbau und Stadtsanierung
Vor dem Hintergrund der demografischen Entwicklung ist Bielefeld-Sennestadt in das staatliche Förderprogramm Stadtumbau West aufgenommen worden, was 2008 auch vom Bielefelder Stadtrat beschlossen wurde. Ein von Reichow entworfener Pavillon wurde zu diesem Zweck als Anlaufstelle »Sennestadt-Pavillon« hergerichtet. In mehreren Workshops wurden gemeinsam mit vielen Bewohnern zahlreiche Ziele und Maßnahmen für fünf Handlungsfelder definiert: Stadtlandschaft, Gemeinschaft und Nachbarschaft, Wohnen, Infrastruktur und Gewerbe/Arbeitsstätten/Ausbildung. Eine augenfällige Maßnahme in diesem Zusammenhang war die Verschönerung der Grünanlagen und des Sennestadtteiches.
Mitten im Stadtbezirk hat die Sennestadt GmbH eine Industriebrache, das sog. Schillinggelände, erworben, die alte Fabrikanlage 2005 abbrechen lassen und Altlasten entsorgt. Geplant ist, die Fläche mit einer Klimaschutzsiedlung zu revitalisieren. Die Planer bemühen sich zudem um einen Rückbau der Landesstraße 756, um die beiden durch die Verkehrsachse räumlich und zum Teil auch sozial getrennten Ortsteile wieder stärker aneinander anzunähern.
2013 haben die Partner Stadt Bielefeld, Stadtwerke Bielefeld und Sennestadt GmbH ein Konzept „Vitamine für das Wirtschaftswunder“ erarbeitet. Darin geht es um eine nachhaltig erfolgreiche Gebäudesanierung auf Quartiersebene, bei der u. a. die Energieversorgung neu strukturiert, die Immobilien neu bewertet, städtebauliche Eigenarten gesichert und eine quartiersbezogene Verfahrenskultur aufgebaut werden sollen.
2014–2018 kümmerte sich ein Sanierungsmanager um die energetische Stadtsanierung. Dabei ging es u. a. um die Planung einer Klimaschutzsiedlung und um die planmäßige Sanierung von Hochhäusern und Reihenhäusern in enger Abstimmung mit Hausbesitzern, Wohnungsbesitzern und Mietern.

### Klimaquartier Sennestadt
Die energetische Stadtteilsanierung läuft seit 2014 unter dem Motto Klimaquartier Sennestadt. Im Mai 2015 hat NRW-Bauminister Michael Groschek das „Klimaquartier Sennestadt“ als Musterbeispiel für den Klimaschutz ausgezeichnet. In der Themenwelt „Quartiere entwickeln“ der KlimaExpo.NRW erreichte das Sanierungsprojekt den 2. Platz. Das Klimaquartier Sennestadt steht, so Groschek, für die Renaissance urbaner Gebiete durch energetische Sanierung bei gleichzeitiger Erhaltung des historischen Stadtbilds. Dabei sei die Bürgerbeteiligung ist in der Sennestadt der Schlüssel zum Erfolg.
„Das Klimaquartier Sennestadt zeigt den Fortschrittsmotor Klimaschutz auf besondere Weise: Hier werden historische Werte erhalten und Energiekosten maßgeblich reduziert – das freut Bürger und Klima gleichermaßen und ist ein Konzept zum Nachahmen.“ Wolfgang Jung, Geschäftsführer der KlimoExpo.NRW
Im Sommer 2015 hat Hanne Fink, Designerin beim Farbenhersteller Brillux, einen Farbfächer für Fassadensanierungen entwickelt, der unter dem Namen Farben der Sennestadt veröffentlicht wurde. Auf Anregung des Sanierungsmanagers Thorsten Försterling (alberts architekten) und des Architekten Peter Holst, der noch an der ursprünglichen Planung der Sennestadt beteiligt war, hat Fink die Original-Farbtöne der Fassaden aus den 1950er und 1960er Jahren rekonstruiert und an heutige Bedürfnisse angepasst. Der Farbfächer dient vor allem zur Orientierung, wenn Eigentümergemeinschaften Mehrfamilienhäuser gemeinsam sanieren wollen. Bei den Häusern Luheweg 1–11 wurde das Konzept im Oktober 2015 erstmals umgesetzt.
Ende 2015 entschied sich der Forschungsschwerpunkt «Interdisziplinäre Forschung für dezentrale, nachhaltige und sichere Energiekonzepte (IFE)» der Fachhochschule Bielefeld dafür, seinen Praxisbezug in der Sennestadt zu finden. Erste Forschungsergebnisse wurden im September 2016 vor Ort präsentiert: während einer Fachtagungswoche unter dem Motto «Gutes Klima im Quartier», die Sennestadt GmbH und KlimaExpo.NRW veranstalteten. An fünf Tagen präsentierten Wissenschaftler ihre Forschungsergebnisse und tauschten Hunderte von Praktikerinnen und Praktikern aus NRW ihre Erfahrungen aus – zu den Themenfeldern «Energie neu denken», «Mobil sein», «Neues Bauen», «Energetisch Sanieren» und «Identität schaffen». An einer Podiumsdiskussion zum Thema Energiewende und Mobilität nahmen unter anderem Pit Clausen, Claudia Kemfert, Sven Plöger und Johannes Remmel teil.
2017 beschlossen die Bezirksvertretung Sennestadt und drei Ausschüsse des Rates der Stadt Bielefeld: „Als Klimaquartier ist die Sennestadt ein besonderer Laborraum, um für ein nachhaltiges Bielefeld modellhafte Projekte, Kooperationen, Verfahren, Technologien und Finanzierungsmodelle zu entwickeln, zu erproben und zu vermitteln.“

## Persönlichkeiten
- Hans Bernhard Reichow (1899–1974), Architekt und Stadtplaner
- Peter Holst (1923–2017), Architekt
- Joachim Milberg (* 1943), Ingenieur und Manager
- Ewald Lienen (* 1953), Fußballspieler und -trainer
- Thomas Steinfeld (* 1954), Journalist und Schriftsteller
- Hera Lind (* 1957), Sängerin, Schriftstellerin und Fernsehmoderatorin
- Olaf Hampel (* 1965), Bobfahrer
- Josef Ivanović (* 1973), Fußballspieler
- Marc Wübbenhorst (* 1981), Pädagoge und Ortsheimatpfleger der Sennestadt
- Aylin Tezel (* 1983), Schauspielerin und Tänzerin

## Trivia
Briefmarke mit Stadtplänen

Link zum Bild

(Bitte Urheberrechte beachten)
Im Jahr 1956 erschien in Österreich anlässlich des Internationalen Kongresses für Wohnungswesen und Städtebau (22.–28. September 1956) eine Briefmarke, die die Stadtpläne von fünf neu gebauten Nachkriegsstädten oder Vorstädten zeigt. Darunter befindet sich Sennestadt neben dem Prins Alexanderpolder bei Rotterdam, Harlow New Town bei London und Vällingby bei Stockholm.
Am 24. August 1966 gastierte die Fernsehshow „Spiel ohne Grenzen“ mit Camillo Felgen als Moderator in Sennestadt. Dabei unterlag die Sennestädter Mannschaft dem Team aus der belgischen Stadt Huy mit 10:8.
Im Jahr 2005 erhielt der Sennestädter Ortsteil Eckardtsheim einen Sonderpreis des Wettbewerbes „Unser Dorf hat Zukunft“; mit dem Preis wurde der Weg von einer Anstalt zu einem Dorf mit gemeinschaftlichem und privaten Engagement gewürdigt.